# 京王電鉄バス八王子営業所
京王電鉄バス八王子営業所（けいおうでんてつバス はちおうじえいぎょうしょ）は、東京都八王子市長沼町にある京王電鉄バスの営業所。当所を表す社内識別記号は「C」。最寄りバス停留所は「八王子車庫」。八王子営業所が当地に移転する前は「北野車庫」という名称であった。京王線北野駅から徒歩15分程度の浅川沿いにある。
八王子市のJR中央線以南・横浜線以西の地区、日野市・町田市の一部を管轄する。かつては高尾や小仏、八王子市内の長房・城山地区のほか、多摩市や神奈川県内まで路線を伸ばしていたが、京王電鉄バスの分社化後は京王バスや西東京バスへ路線を移管する形で管轄範囲は縮小している。
2022年4月現在、京王電鉄バスとしては、子会社の京王バスを併設していない唯一の営業所となっている。

## 概要

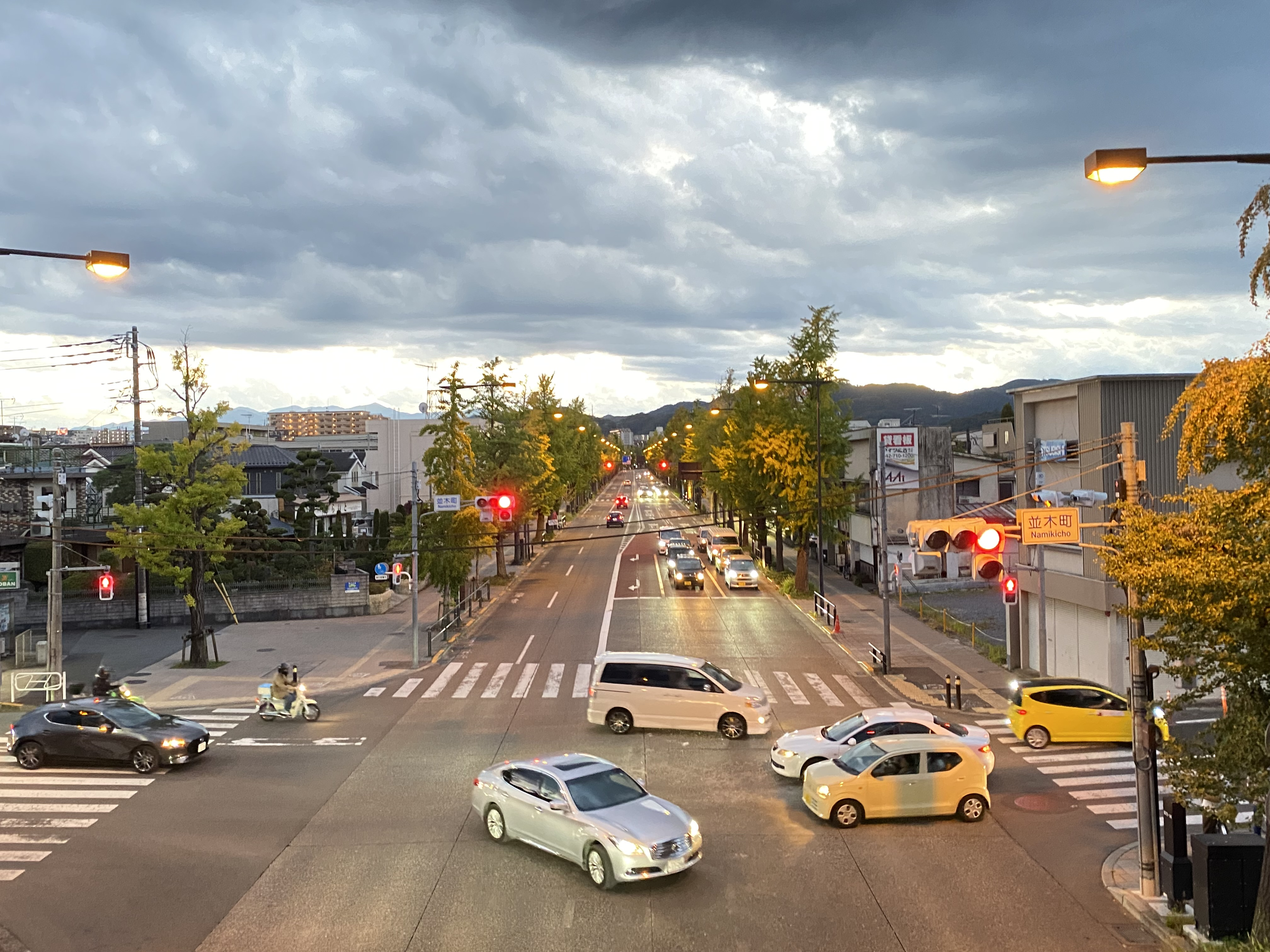
初代営業所があった甲州街道の並木町交差点付近

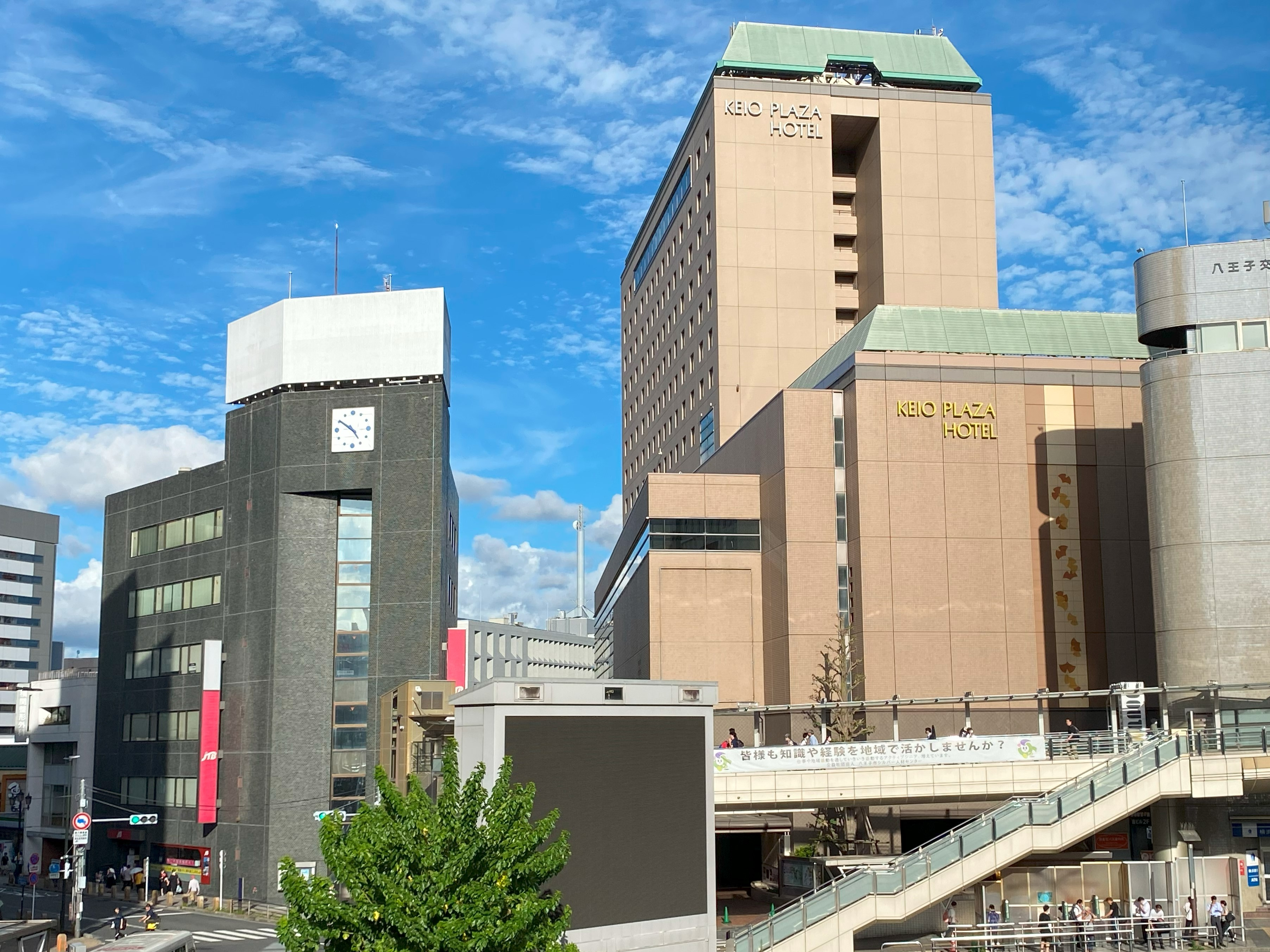
八王子駅北口の旧営業所跡地に建設された京王プラザホテル八王子

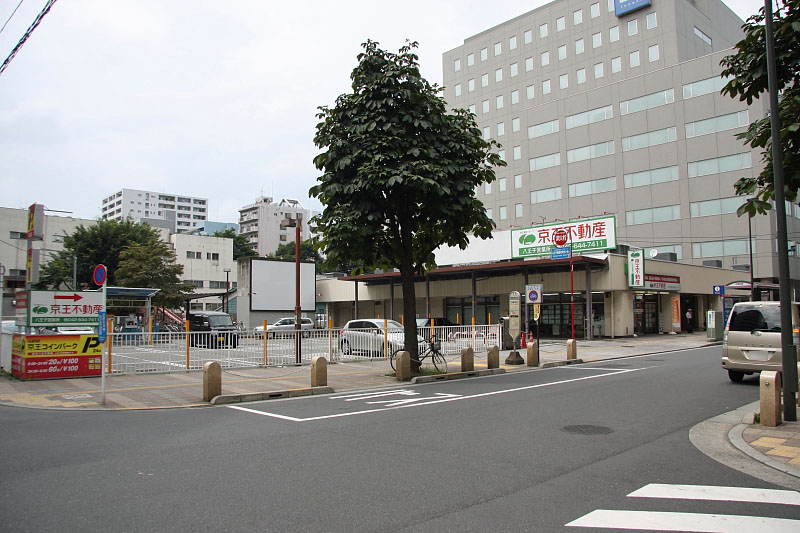
京王八王子高速バスターミナル跡地（2009年撮影）

1923年（大正12年）創業の八王子市街自動車をルーツとする、長い歴史を持つ営業所である。京王電気軌道（現：京王電鉄）は、1938年（昭和13年）3月21日に八王子市街自動車を買収し、翌1939年（昭和14年）、甲州街道沿いの並木町（当時の横山村散田）に八王子営業所を設置した。これにより、八王子市内に京王のバスが走るようになった。これが現在の八王子営業所の起こりである。
1948年の京王帝都電鉄独立時に、中野（A）、国分寺（B）、八王子（C）の3営業所体制で発足した。
京王帝都電鉄の設立後に2回移転しており、1960年に国鉄八王子駅北口の駅前へ移転した。この場所は京王線の八王子駅への延伸計画のための駅用地として確保していた土地を暫定的にバス営業所として利用していたものだったが、京王八王子駅の地下化と延伸計画の中止により1992年に現在地へ移転し、跡地には京王プラザホテル八王子が建設されて現在に至る。

## 沿革
- 1938年（昭和13年）3月21日 - 京王電気軌道が八王子市街自動車を買収[2]。
- 1939年（昭和14年）- 京王電気軌道、八王子営業所を南多摩郡横山村散田（現：八王子市並木町）に設置[3]。
- 1948年（昭和23年）6月1日 - 東京急行電鉄（いわゆる「大東急」）より分離独立し、京王帝都電鉄（現：京王電鉄）設立。京王帝都電鉄のバス3営業所として、中野営業所（現：京王バス中野営業所）・国分寺営業所（現：京王バス府中営業所）とともに八王子営業所として設置。
- 1960年（昭和35年）1月1日 - 八王子市並木町から旭町へ営業所を移転[5]（旭町14-8、国鉄八王子駅北口）。
- 1977年（昭和52年） - 八王子営業所高尾車庫を開設。
- 1981年（昭和56年）11月4日 - 高尾車庫を閉鎖し、八王子営業所寺田車庫を開設（現：京王バス高尾営業所）。
- 1989年（平成元年）
  - 4月2日 - 京王八王子駅が地下化される[6][7]。
  - 12月20日 - 京王八王子高速バスターミナルが開業[6]（2007年〈平成19年〉4月1日廃止）。
- 1992年（平成4年）
  - 3月25日 - 八王子営業所を旭町から長沼町の北野車庫へ移転[1]。京王帝都電鉄（当時）八王子営業所南大沢支所（現：京王バス南大沢営業所）を開設[7]。
- 1994年（平成6年）9月9日 - 旧営業所跡地に京王プラザホテル八王子が開業[7]。
- 2002年（平成14年）
  - 4月1日 - 南大沢支所を南大沢京王バス（現：京王バス南大沢営業所）として分社化、一部路線を移管。
  - 8月1日 - 京王電鉄のバス事業分社に伴い、京王電鉄バスに移管。
- 2007年（平成19年）9月30日 - 当営業所の運行路線でPASMOが使用可能となる。
- 2008年（平成20年）
  - 4月6日 - 八99系統：八王子駅南口 - 西八王子駅南口を新設。
  - 4月7日 - 八58系統：八王子駅北口 - 豊田駅北口間を新設。
- 2009年（平成21年）4月6日 - 八57：八王子駅北口 - 日野台間を新設（深夜バス）。
- 2010年（平成22年）8月8日[8] - 日野市ミニバスの日04系統：日野台路線が一般路線化、桜ヶ丘営業所から移管[8]。
- 2012年（平成24年）9月20日 - 八58系統：八王子駅北口 - 豊田駅北口を日野駅発着に変更。
- 2013年（平成25年）
  - 4月1日 - 長房団地・城山手の路線を西東京バスへ移管。
  - 4月14日 - 京王の電車・バス100周年記念復刻旧塗装車お披露目会が当営業所にて開催[9]。
- 2014年（平成26年）4月14日 - 寺田車庫を京王バス南に移管し、南大沢営業所寺田支所（現：京王バス高尾営業所）に改編。一部路線が移管される。
- 2017年（平成29年）3月 - 京王電鉄バスおよび京王バスとして最後の日野・レインボーHRであったC20317が除籍。[要出典]
- 2019年（令和元年）11月16日 - 京王電鉄バス桜ヶ丘営業所に、京王バス中央・桜ヶ丘営業所（現：京王バス桜ヶ丘営業所）を開設。高尾営業所と同様に当営業所が高尾営業所へ一部路線が移管されるのと同じく、京王電鉄バス桜ヶ丘営業所でも京王バス桜ヶ丘営業所へ一部路線が移管される。
- 2020年（令和2年）2月13日 - 京王バスカラーの新車が初めて導入される。三菱ふそう・エアロスターであるC32003となる。[要出典]
- 2021年（令和3年）4月5日 - 高尾営業所とともに、京王電鉄バスグループでは初となる連節バスの運行を開始[10][11]。日野駅 → 日野自動車前の直行便で運行する[10]。
- 2022年（令和4年）9月 - 八王子営業所最後の日産ディーゼルUAであったC40524が除籍。これに伴い、八王子営業所から日産ディーゼル車の配置が消滅。[要出典]

## 現行路線
主力となる日野八線や豊八線は、八王子駅北口・京王八王子駅から甲州街道（国道20号、都道256号）を経由し、日野駅や豊田駅北口へ向かう。
国道20号の大和田坂上・明神町を始発とする便は全てが出庫運用で、営業所から国道16号を経由して回送される。豊41の回送経路は、日50や豊56に出入庫を兼用とした運行がされている。

### 日野八線
- 日50：日野駅 - 日野自動車前 - 日野台 - 大和田坂上 - 大和田 - 京王八王子駅 - 八王子駅北口（平日のみ深夜バスあり）
- 日50：日野駅 → 日野自動車前 （直行便、平日朝のみ）
- 日50：日野駅 ← 日野自動車前 ← 日野台 ← 大和田坂上 ← 大和田 ← 明神町（早朝）
- 日50：大和田坂上 → 大和田 → 京王八王子駅 → 八王子駅北口（早朝）

日50・豊56・八58・八59は、甲州街道を主に経由する系統群で、近隣の南大沢営業所の基幹路線でもある桜80（南大沢駅 - 聖蹟桜ヶ丘駅間）と同じく、八王子営業所の基幹路線。日野自動車やコニカミノルタ東京サイト日野・八王子など、沿線企業への通勤輸送も担い、中央線の八王子駅から日野駅まで豊田駅を介さず、結ぶ役割を果たしている。高倉町 - コニカミノルタ前で市境を越えて日野市へ乗り入れる。そのため朝晩を中心に本数が多く、最短で4分間隔にて運行される時間帯もあり、日野駅発着系統としても最多本数となる。
日中は日50が平日に7-8分間隔、休日は10分間隔で運行され、日05と共に日野台 - 日野自動車前間では桜ヶ丘営業所の路線とも並走するが2024年11月5日のダイヤ改正で平日は10分間隔、土休日は12分間隔と減便された。
日野駅発の日野自動車前行きは、バス停が駅ロータリーでなく、甲州街道（旧・国道20号）沿いにある。
2021年4月5日の車両導入当初から2024年の車両転出まで、日野駅 → 日野自動車前の直行便で、平日の朝ラッシュ時（7時台1本、8時台2本）に連節バスで運行していた。

### 豊八線
- 豊56：豊田駅北口 - 第二中学校 - 市立病院入口 - 東京都立大学入口 - 大和田坂上 - 大和田 - 京王八王子駅 - 八王子駅北口
- 豊56：豊田駅北口 ← 第二中学校 ← 市立病院入口 ← 東京都立大学入口 ← 大和田坂上 ← 大和田 ← 明神町（早朝）
- 豊55：豊田駅北口 ← 第二中学校 ← 市立病院入口 ← 日野台 ← 大和田坂上 ← 大和田 ← 明神町（早朝）

明神町を始発とする便は全てが出庫運用で、営業所から、あったかホール前方面を経由して回送される。
八王子駅から大和田坂上までは日50と重複するが、高倉町交差点で分岐し、国道20号の日野バイパスを経て日野市立病院付近から南下し、豊田駅へと向かう。
朝型は毎時3本程度、基本は毎時2本（30分間隔）の運行。元は平日・土曜の朝方を中心に運行されていたが、日野市立病院の移転に伴い泉塚経由の豊54が廃止され、切り替わる形で主力路線となった。
2013年頃より中型車での運用も増えたが、2022年8月現在は、日04や西62と併せたダイヤは中型車、日50やみ04等を併せた運用の際は大型車で運行されている。
2024年4月1日のダイヤ改正で、「首都大学東京入口」バス停が「東京都立大学入口」に改称された。また、同時に平日朝以外は毎時3本から2本へ減便された。

### 八王子工業団地線
- 八58：八王子駅北口 - 京王八王子駅 - 大和田坂上 - 八王子工業団地 - 日野台（八王子駅方面は通過） - 日野自動車前 - 日野駅（平日朝夕）
- 八59：八王子駅北口 ← 京王八王子駅 ← 大和田坂上 ← 八王子工業団地（平日夜）

八王子駅・京王八王子駅と八王子工業団地を結ぶ路線。
平日の通勤時間帯のみの運行で、八58は平日の朝夕に、八59は夕方の八王子駅北口方向のみの運行となっている。朝は終点の八王子工業団地到着後、豊田駅北口や日野駅に回送され、豊41や日50等の運用に就く。終点の八王子工業団地に折返場は無く、コニカミノルタの駐車場を使用して折り返していたが、2023年4月現在、折返しのダイヤは無く、夕方の八王子駅方向は日50で日野駅に到着後、回送してくる。

### 多摩平線
- 日05（Ⅱ）：日野駅 - 日野第三小学校 - 緑ヶ丘 - 日野台五丁目 - 日野台（日野駅方面は通過） - 日野自動車前 - 泉塚 - 多摩平の森 - 豊田駅北口

日野駅と豊田駅北口を、日本住宅公団多摩平団地の再開発地域「多摩平の森」を経由して結ぶ路線。
2023年4月1日のダイヤ改正で、日11（泉塚線）の代替となる形で新設。
豊田駅から多摩平の森を通り、日野自動車前に出るまでは日11と同じであるが、日野台三丁目交差点を左折して八王子方面に向かい、日野台交差点で右折して日04と同じ経路を通る。
この他、運行間隔の調整が行われ、7 - 20時の1時間ヘッドで運行となり、日11時代から大幅な減便・終車繰り上げとなった。
基本的に朝は大型車が使用され、日中から最終便は基本、中型車が使用されるが、稀に大型車が充てられることもある。
新設当初は京王電鉄バス桜ヶ丘営業所との共同運行となっていたが、一時期全車八王子担当となったものの、2023年9月9日現在は一部便が桜ヶ丘担当に戻されている。新設時は八王子担当分は、朝ラッシュ時と夕・夜間帯となっていた。日中は桜ヶ丘営業所の中型車で運行されていた。
なお、系統番号の「日05」は、現在の日野市ミニバス「旭が丘路線」に使われていた（アルファベット化に伴って重複は起きなくなっている）。
日野駅バス停では、立65および立66（桜ヶ丘営業所）も同じバス停を発着する。
出入庫は、日野駅または豊田駅へ回送して運行されるが、平日の朝は豊田駅まで豊56、桜ヶ丘と入れ替わる9時台に日野駅から日50と併用運行されている。

### 日野台線
- 日04：日野駅 - 日野第三小学校 - 緑ヶ丘 - 石川町 - 日野台五丁目 - 日野台 - 市立病院入口 - イオンモール多摩平の森 - 豊田駅北口

元は日野市ミニバス「日野台路線」だった系統で、2010年8月8日付で一般路線化され、同時に京王電鉄バス桜ヶ丘営業所から移管された。2017年4月1日付で一部便が桜ヶ丘営業所に再移管されて共同運行となった。一時期全便八王子担当となったものの、2023年9月9日現在は一部便が桜ヶ丘担当に戻されている。
日野市ミニバスとして新設された際は、8時 - 17時の40分ヘッドでマイクロバスによる運行であった。2023年4月1日までは、日中や夜間は毎時2 - 3本だが、朝夕の通勤・通学時には毎時4本の運行となっていた。
2023年4月1日ダイヤ改正で新設された日05に一部置き換わる形で減便され、朝ラッシュ時は毎時3本、日中は1時間ヘッド、夕ラッシュ時は毎時2本の運行となったが、日05と経路が共通する区間は、併せて朝ラッシュ時毎時4本、日中は毎時2本、夕ラッシュ時は実質毎時3本の運行となった。運行時間は6時台 - 21時台の間となっている。
日野駅からは国道20号の北側を迂回し、中央道石川PAの一般路線バスの最寄り停留所となる「石川町東」を経由する。石川PAには徒歩で入ることもできる。石川町からは日野台交差点を南下し、イオンモール多摩平の森を経由して豊田駅北口へ至る。
石川町や緑ヶ丘、日野台方面は坂道も多く、駅から徒歩30分以上も離れているため、当地域の重要な生活路線となっている。日野市立病院の移転やイオンモール多摩平の森開業もあり、利用客は増加傾向となっている。
日05で大型車を使用するのもあり、こちらの系統でも大型車を使用する機会が増えている。

### 上の原住宅線
- 豊41：豊田駅北口 → 旭が丘 → MFLP日野東口 → 平山工業団地 → 旭が丘中央公園 → 旭が丘 → 豊田駅北口
- 豊41：豊田駅北口 → 旭が丘 → MFLP日野東口 → 平山工業団地 → 旭が丘中央公園

豊田駅北口から西側の平山工業団地・旭が丘中央公園を経由する短距離の循環路線。旭が丘から先が循環経路となる片方向回りラケット型循環。
豊田駅北口から、旭が丘地区のさらに西側を、日野市ミニバス旭が丘循環（A路線）が循環運行している。
工業団地を経由するため、平日や土曜の朝晩は通勤・帰宅に特化した本数で高頻度で運行されている。日中でも毎時5本程度の運行が確保されているが、長房・城山線が西東京バスへ移管されるまでは、土休日は毎時2 - 3本の時期もあった。
「MFLP」とは、三井不動産グループの物流拠点「三井不動産ロジスティクスパーク」である。沿線には、かつて東芝日野工場やトッパン・フォームズがあったが、近年は宅地化が進み、沿線住民の輸送がメインとなっている。かつては深夜バスも運行されていたが2024年11月5日のダイヤ改正で廃止された。
また、かつては上記にある停留所のみで、「富士町」と「旭が丘三丁目」は現在の本数に至るまでに新設された。「旭が丘四丁目」と「旭が丘二丁目」は日野市ミニバスが高51や日野駅発着の時代に使用していた停留所である。
2022年8月現在のダイヤでは、朝晩の一部を除き日04と同様に営業所と豊田駅間を回送する運用が増えており、入庫時は平山橋から北野街道を走行する場合もある｡
2024年11月5日のダイヤ改正で深夜バスが廃止されると同時に平日の23時台の運行が廃止され終バスが22時台に繰り上げられた。平日2本,土休日は最終便の1本が旭が丘中央公園止まりとなる。終着後は回送で平山通りを経て、国道20号と16号へ抜けて入庫する。

### 寺田団地線
- 八94：八王子駅南口 - 実践高校 - 富士森公園 - 西八王子駅南口
- 八96：八王子駅南口 - 実践高校 - 富士森公園 - 西八王子駅南口 - めじろ台駅 - 下寺田 - グリーンヒル寺田 - 法政大学 (平日の夕方に1往復のみ)
- 八98：八王子駅南口 - 実践高校 - 富士森公園 - 西八王子駅南口 - めじろ台駅 - 下寺田 - グリーンヒル寺田 (現在は高尾のみ担当)
- 八99：八王子駅南口 - 本立寺 - 都立八王子盲学校 - 西八王子駅南口
- 西55：西八王子駅南口 - めじろ台駅 - 下寺田 - グリーンヒル寺田 (朝晩)
- 西56：西八王子駅南口 - めじろ台駅 - 下寺田 - グリーンヒル寺田 - 法政大学
- 急行：西八王子駅南口 - めじろ台駅 - 法政大学（学休期間は運休）
- 急行：めじろ台駅 -（急行）- 法政大学（学休期間は運休）

主力は西56で､JR西八王子駅から京王高尾線めじろ台駅、高尾営業所に近い日本住宅公団（現：都市再生機構）の大規模団地グリーンヒル寺田を経由し、町田市にある法政大学多摩キャンパスへと結ぶ路線。高尾営業所と共同運行。早朝や夜間は西55と八98のグリーンヒル寺田までの運行となる。西55は深夜バスを運行していたが深夜需要の減少を受け徐々に減便され2024年9月27日のダイヤ改正で廃止された。
八96は、八王子営業所が管轄する路線で最長距離となり、平日の夕方に1便のみ担当している。
八94は、八96の区間便で朝方のみ運行されていたが、2025年4月1日のダイヤ改正で、八96が大幅減となった為、昼夜も運行されている。
運行間隔は、八90八67と併せており、富士森公園や市民体育館へのアクセスを毎時2本で維持している。
子安公園通りを走行し、富士森公園へと向かうが、沿線には八王子実践高校もある為、通学路線としての役目も担っている。
八99は、八王子駅を出ると、すぐに右折し、南大通りを直進しながら、西八王子駅へと向かう。所要時間が15分満たない短さで、西56の出入庫や八94との折り返しも兼ねている為、運行間隔は疎らである。
2024年4月1日のダイヤ改正で、平日の夜間1便を除き、八94、八96、八98、八99は全便が八王子の担当となったが、2025年4月1日のダイヤ改正で、八96が減便し、八94と西56に分割される形となり、八王子営業所が担当する八96は平日1便のみで、八98は担当から外れている。
急行便は、途中のめじろ台駅と椚田北および榛名橋（2022年頃より新規停車）に停車する。2021年7月1日からめじろ台駅発の一部便で連節バスによる運行が開始された。2024年4月に連節バスが高尾営業所に転出した為、八王子営業所による連節バスでの運行は終了し、2025年4月1日のダイヤ改正時点で、急行は全便が高尾営業所の担当になっている。
なお、急行便の時刻表は、バス停にのみ掲示されており、京王バスのホームページでは省略されていたが、2023年4月1日のダイヤ改正より、大半の便を高尾営業所が担当する為、反映されるようになった。
一部便において、後述のみなみ野循環と通し運用がされており、法政大学やグリーンヒル寺田に到着後、みなみ野へ回送されることもある。この他に急行便を含めて、八王子担当分は営業所から30分以上離れている為に、グリーンヒル寺田の折返場で休憩を挟む運用がある。

### 浅川線
- 西62：西八王子駅南口 - 福祉センター入口 - イーアス高尾 - 高尾駅南口

JR中央線の南側を並行する「万葉けやき通り」に沿って、かつての浅川町付近を走行し､西八王子駅と高尾駅を結ぶ路線で、行先表示には「福祉センター入口経由」と表記される。
元々は、町田街道や甲州街道の慢性的な渋滞に影響を受ける八04の増発及び補完の位置で新設されたが、渋滞や遅延が少なく、定時性も確保されてる為、鉄道に併走していながらも利用客は多い。
主に中型車での運用となるが、イーアス高尾の混雑を加味した際には、増発便も含め、大型車で運行されることがある。
2017年6月22日のイーアス高尾開業に合わせ、「東浅川」停留所が「イーアス高尾」に改称された。
2020年10月1日のダイヤ改正で日中15分間隔の運行となり､2023年4月1日のダイヤ改正で､土日祝の朝方が1台運用となり､6時台は30分空くようになった｡

### みなみ野循環線
- み04： 八王子みなみ野駅 → 宇津貫工業団地 → 宇津貫緑地入口 → みなみ野シティ中央 → 地域センターみなみ野 → 八王子みなみ野駅（平日朝8時台の出発まで）
- み04：(午前回り)八王子みなみ野駅 → 宇津貫緑地入口 → みなみ野シティ中央 → 地域センターみなみ野 → 八王子みなみ野駅（平日9 - 11時台、土休日ダイヤの11時台まで）
- み04：(午後周り)八王子みなみ野駅 → 地域センターみなみ野 → みなみ野シティ中央 → 宇津貫緑地入口 → 八王子みなみ野駅（12時発車以降。平日のみ深夜バスあり）
- み04：(深夜バス)八王子みなみ野駅 → 地域センターみなみ野 → みなみ野シティ中央 → 宇津貫緑地入口 → 閑道谷戸（平日のみ深夜に2便運行）

八王子みなみ野駅とみなみ野シティ（八王子ニュータウン）の新興住宅地を結ぶ循環路線。運行時間により午前回り・午後回りと循環方向が逆になる。午前回りは閑道谷戸（かんどうやと）には停車しない。1周15分 - 17分程だが､朝のラッシュ時は5台体制の5分間隔の高頻度で運行されることもあり､日中や土休日の午前中でも3台体制10分間隔で運行されたりと､当営業所の路線としては､日50や豊41と共に主力路線である｡
八王子みなみ野駅にはこのほか、高尾営業所（み05）、南大沢営業所（八69・北06・み03・直行）の路線が乗り入れる。
2014年11月16日、み01を経路変更する形で新設。同時にみ01は廃止。
2015年4月1日のダイヤ改正で、平日朝方の一部便で経路変更が行われ、宇津貫工業団地経由となる。
2016年4月1日のダイヤ改正で、深夜0時台発の2便が宇津貫緑地入口止まりに変更され、2020年4月1日から閑道谷戸まで延長された。
2020年6月1日のダイヤ改正で、23時以降の本数が減便され、閑道谷戸止まりが23時台1本と最終便（0時13分発）に変更された。23時以降の便は深夜バス。
2024年11月5日のダイヤ改正で土休日ダイヤは15時以降10分間隔だったのが20時台まで12分間隔と減便された。

### 出入庫系統
- 系統番号なし：八王子駅北口 - 京王八王子駅 - あったかホール前 - 八王子車庫

主に豊56と日50の出入庫系統となっている。京王八王子駅前を右折した後に西東京バス明神車庫付近を通り、京王線の踏切を渡った後に明神町二丁目を右折し、都道174号線を南下して八高線と中央線の高架下を通り、八王子営業所へ向かう。

## 廃止・移管路線

### 移管路線
移管後に廃止された路線を含む。

#### 京王バス南・京王バスへの移管路線
- 八90：八王子駅北口 - 富士森公園 - 八王子駅南口
- 八91：京王八王子駅 - 八王子駅北口 - 八日町四丁目 - 市民会館 - 富士森公園 - 山田駅 - 上小比企 - 下寺田 - 上大船
2005年3月25日、南大沢営業所へ移管。JR八王子駅南口ロータリー開設のため、朝1本のみに減便。
- 八92：京王八王子駅 - 八王子駅北口 - 八日町四丁目 - 市民会館 - 富士森公園 - 山田駅 - 上小比企 - 下寺田 - 法政大学
2005年3月25日、南大沢営業所へ移管。JR八王子駅南口ロータリー開設のため、西八王子駅南口発着（西57）に変更され完全廃止。
- 八93（2代目）：京王八王子駅 - 八王子駅北口 - 八日町四丁目 - 市民会館 - 富士森公園 - 山田駅 - 上小比企 - 下寺田 - 上大船 - 東京家政学院
2005年3月25日、南大沢営業所へ移管。JR八王子駅南口ロータリー開設のため、八王子駅南口発着（八64）に変更され完全廃止。

八91 - 八93は、後述の八81、め82と共に、RNやRMが導入されるまでは大型車での運行となっており、長房・城山線との併用ダイヤ等も存在した。
- め82：めじろ台駅 - 和田 - ゆりのき台
2004年6月20日、南大沢営業所へ移管。
- めじろ台駅 - 和田 - 高尾駅南口
- 高01：高尾駅北口 - 小仏
2003年4月1日、南大沢営業所へ移管[13]。
かつては小仏線の専用車として日野レインボー・RJが在籍していたが、晩年は日産ディーゼル・RNが主力として使用されていた。
- 高21：高尾駅南口 - 狭間町 - 上館 - 法政グランド - 大戸橋 - 上大戸 - 本沢ダム（本沢ダム線[13]）
2003年4月1日、小仏線とともに南大沢営業所へ移管[13]。2006年6月21日廃止。
晩年は1日3本のみの運行で、当営業所の路線で唯一、神奈川県内に乗り入れていた。
- め23：めじろ台駅 - 下寺田 - 上大船 - 東京家政学院
2012年4月1日、南大沢営業所へ移管。
- 平01：平山城址公園駅 - 東京薬科大学
南大沢営業所へ移管。移管時期不明。

- 八04：京王八王子駅 - 八王子駅北口 - 八日町四丁目 - 西八王子駅入口 - 並木町 - 高尾駅南口 - 北館ヶ丘 - 医療センター - 穎明館高校 - 館ヶ丘団地
- 八04：京王八王子駅 - 八王子駅北口 - 八日町四丁目 - 西八王子駅入口 - 並木町 - 高尾駅南口 - 北館ヶ丘 - 穎明館高校 - 館ヶ丘団地（6時台と20時台以降）
- 八06：京王八王子駅 - 八王子駅北口 - 八日町四丁目 - 西八王子駅入口 - 並木町 - 高尾駅南口 - 北館ヶ丘 - 駐在所 - 館ヶ丘団地
- 高22：高尾駅南口 - 上館 - 明神橋 - 館事務所（平日のみ）
- 高23：高尾駅南口 -（急行）- 拓殖大学
- 高24：高尾駅南口 - 北館ヶ丘 - 医療センター - 穎明館高校 - 館ヶ丘団地
- 高24：高尾駅南口 - 北館ヶ丘 - 穎明館高校 - 館ヶ丘団地（6時台と20時台以降）
- 高25：高尾駅南口 - 医療センター
- 高26：高尾駅南口 - 北館ヶ丘 - 駐在所 - 館ヶ丘団地
- 急行：高尾駅南口 - 穎明館高校構内
- 館01：館ヶ丘団地 - 上館 - 明神橋 - 館事務所（平日のみ）
上記の全系統は、寺田支所の開設に伴い2014年4月14日に寺田支所（現在の京王バス 高尾営業所）へ移管。

- み05：八王子みなみ野駅 - 宇津貫公園 - 下大船 - 下寺田 - グリーンヒル寺田
2018年9月21日、寺田支所（現在の京王バス 高尾営業所）へ移管。

- 八南01：八王子駅南口 - 万町 - 横山町 - 八王子駅北口 - 京王八王子駅（土休日朝1往復）
2023年4月1日、高尾営業所へ移管。
国道20号線を八日町交差点で左折して南下し、中央線の踏切を越えた後に八王子駅南口へと向かう路線で、八97（初代）の経路を八王子駅南口発着に切り替えたものである。新設当初は平日1往復のみの運行だったが、2022年4月1日のダイヤ改正からは土休日1往復のみの運行に変更されていた。
- 急行：西八王子駅南口 → めじろ台駅 → 法政大学 → 法政大学経済学部前 → 法政大学体育館（学休期間は運休）
- め05：めじろ台駅 - 下寺田 - グリーンヒル寺田

上記は､2023年4月1日のダイヤ改正で高尾担当となった｡

#### 西東京バスへの移管路線
- 八01（2代目）：京王八王子駅 - 八王子駅北口 - 八日町四丁目 - 追分 - 西八王子駅入口 - 富士森高校 - 長房団地 - 城山手
- 八02：京王八王子駅 - 八王子駅北口 - 八日町四丁目 - 追分 - 西八王子駅入口 - 富士森高校 - 長房団地
- 西12：西八王子駅北口 - 富士森高校 - 長房団地
- 西14：西八王子駅北口 - 富士森高校 - 長房団地 - 城山手
2013年4月1日に西東京バス恩方営業所へ移管[14]。城山手発着便は、昼は京王八王子駅行き、夜は西八王子駅行きが主力。

### 廃止・撤退路線
- 日52：日野駅 - 日野台 - 富士森高校 - 長房団地
- 日53：日野駅 - 日野台 - 並木町 - 長房団地
- 日54：日野駅 - 日野台 - 富士森高校 - 長房団地 - 城山手
- 日55：日野駅 - 日野台 - 並木町 - 長房団地 - 城山手
4系統とも2003年10月1日に廃止、日50と八01・02・03・05に分割された。1995年3月まで、豊田駅を発着する豊52、豊53が存在した。
日中のみの運行で、平日･土曜は10分間隔の毎時6本、日祝は8分間隔で、富士森高校経由2本、並木町経由1本の割合で運行されていた。長距離運用となるため、乗務員は京王八王子高速バスターミナルで乗継・交代していた。
- 豊54：豊田駅北口 - 泉塚 - 八王子駅北口
かつては豊田駅を発着する主力路線であったが、日野市立病院の移転に伴い、豊56へ切り替える形で廃止された。
- 豊55：豊田駅北口 - 日野台 - 大和田 - 京王八王子駅 - 八王子駅北口
かつては平日・土曜の朝と日祝の夕方に運行されていた。
- 八01（初代）：京王八王子駅 - 八王子駅北口 - 八日町四丁目 - 追分 - 西八王子駅入口 - 並木町
- 八06（初代）：京王八王子駅 - 八王子駅北口 - 八日町四丁目 - 追分 - 西八王子駅入口 - 並木町 - 高尾山口駅
現行の八06（京王八王子駅 → 駐在所前 → 館ヶ丘団地、後に寺田支所 → 高尾営業所へ移管）とは別系統。
廃止時期不明。その後、2015年10月27日に山01として寺田支所 → 高尾営業所の担当で事実上の復活となっている。
- 八58：八王子駅北口 - 大和田坂上 - 八王子工業団地 - 豊田駅北口
2012年9月20日、行き先が日野駅に変更。
- 八70：八王子駅北口 - 税務署 - 八王子駅南口
2002年6月15日廃止。
- 八81：八王子駅北口 - 上小比企 - 和田 - めじろ台駅
2001年10月15日廃止。かつては、朝晩が南口発着、日中が北口発着となっていた。
- 八93（初代）：京王八王子駅 - 追分 - めじろ台駅
廃止後、八王子駅南口 - 富士森公園 - 西八王子駅南口に経路変更。
- 八94：八王子駅南口 - 富士森公園 - めじろ台駅
- 八95：京王八王子駅 - 八王子駅北口 - 実践高校 - 富士森公園 - 西八王子駅南口 - めじろ台駅 - 下寺田 - グリーンヒル寺田
- 八97（初代）：京王八王子駅 - 八王子駅北口 - 実践高校 - 富士森公園 - 西八王子駅南口 - めじろ台駅 - 下寺田 - グリーンヒル寺田 - 法政大学
JR八王子駅南口バスロータリー開設により、両系統とも2010年11月19日廃止。
- 八03：京王八王子駅 - 八王子駅北口 - 八日町四丁目 - 追分 - 西八王子駅入口 - 並木町 - 長房団地
- 八05：京王八王子駅 - 八王子駅北口 - 八日町四丁目 - 追分 - 西八王子駅入口 - 並木町 - 長房団地 - 城山手
- 西13：西八王子駅北口 - 並木町 - 長房団地
- 西15：西八王子駅北口 - 並木町 - 長房団地 - 城山手
2010年4月4日廃止。富士森高校経由と比べて終日本数が少なかった。
この4系統の廃止により、長房センターと並木町間にあった横山橋のバス停が廃止された。
- 西18：西八王子駅 - めじろ台駅 - 東京高専 - 高尾駅
- 西51：西八王子駅南口 - 横山中学 - めじろ台駅
- 西63：西八王子駅南口 - 福祉センター入口 - 高尾駅南口 - 高尾山口駅
2006年4月5日廃止。
- 北07：北野駅 - 北野台五丁目 - 片倉台 - 八王子みなみ野駅 - みなみ野シティ中央 - 宇津貫折返場
2005年10月15日廃止。北野駅 - 八王子みなみ野駅が翌日から京王バス南に移管され、残り区間はみ01として運行されたが、2014年にみなみ野循環のみ04に変更。この際に北06、み01の乗継券も廃止された。
- め04：めじろ台駅 - 寺田車庫 - グリーンヒル寺田 - 法政大学 - 上大戸 - 本沢ダム[要出典]
1999年3月廃止。めじろ台駅 - 法政大学には深夜バスも走っていた。[要出典]
- 高02：高尾駅南口 - 高尾山口駅
2016年4月1日廃止。晩年は、1日1往復のみの運行となっていた。
- 高03：高尾山口駅 - 高尾駅北口 - 高尾駅南口 - 医療センター - 館ヶ丘団地 - 清掃工場 - 拓殖大学南 - 上館 - 高尾駅南口 - 高尾駅北口 - 高尾山口駅[要出典]
高尾山口から一度高尾駅前を経由し、館ヶ丘団地・拓殖大学を経由する循環路線。1998年4月廃止。[要出典]
- 高08：高尾駅南口 - 高尾山口駅 - 大平
2006年4月5日廃止。
終点の大平に折返場は設けておらず、周辺施設の駐車場スペースを利用して折り返していた。
- 多16：多摩センター駅 - 東中野 - 殿ヶ谷戸 - 北野駅 - 八王子駅北口
1988年5月20日廃止。現行の多16（多摩センター駅 - 帝京大学構内）とは別系統。
- み01：八王子みなみ野駅 - みなみ野シティ中央 - 宇津貫折返場
- み02：八王子みなみ野駅 - 下大船 - 下寺田 - グリーンヒル寺田
2014年11月16日の改正で、両系統とも経路変更により廃止。
共に寺田車庫の担当で、み02は新設当初、朝夕のみでRNでの運行となっていた。
- み04：八王子みなみ野駅 → 地域センターみなみ野 → みなみ野シティ中央 → 宇津貫緑地入口（平日のみ深夜バス2便運行）
2020年4月1日の改正で、閑道谷戸まで延長。
- 日50：日野駅 → 日野自動車前 → 日野台
2021年4月1日に区間便の日野駅 → 日野自動車前の新設に伴って廃止された。日野駅のバス停はロータリーでなく、甲州街道沿いにあり、朝方から午前中に数本運行していた。
- 日11：日野駅 - 日野自動車前 - 泉塚 - 多摩平の森 - 豊田駅北口

日野駅からは日野自動車前まで日野八線（日50）と同経路を通り、日野駅と豊田駅北口を、「多摩平の森」を経由して結ぶ路線で、泉塚経由の路線としては一番古かった。
朝夕は日50と共に、日野自動車を中心とした通勤・通学を考慮して毎時3 - 4本程度あるものの、日中や休日・夜間は毎時2本の運行となっていた。
2017年4月1日のダイヤ改正で、豊田駅南口ロータリー完成に伴い、豊32（多摩営業所が担当）が豊田駅北口から南口発着に変更されたため、日11の豊田駅北口バス停の位置が変更された。日野駅バス停では、立65および立66（桜ヶ丘営業所）も同じバス停を発着していた。
2023年4月1日ダイヤ改正で、先述の日05に代替される形で廃止となった。
- 八57：八王子駅北口 → 京王八王子駅 → 大和田 → 大和田坂上 → 日野台（平日の深夜バスのみ）
日50の区間便。日野駅方面の深夜バス最終便で平日のみ運行されていたが、2023年4月1日廃止。
- め06：めじろ台駅 - 下寺田 - グリーンヒル寺田 - 法政大学
2023年9月16日のダイヤ改正を以って､廃止｡
- 日50：日野駅 ← 日野自動車前 ← 日野台 ← 大和田坂上 ← 大和田坂下（早朝）
- 豊56：豊田駅北口 ← 第二中学校 ← 市立病院入口 ← 首都大学東京入口 ← 大和田坂上 ← 大和田坂下（早朝）
- 豊55：豊田駅北口 ← 第二中学校 ← 市立病院入口 ← 日野台 ← 大和田坂上 ← 大和田坂下
2024年4月1日のダイヤ改正で全て明神町始発に延長された。

共同運行路線など
- 橋本駅 - 相原 - 上大戸
神奈川中央交通と共同運行だった。後に当時神奈中の路線だった八王子 - 上大船などの路線と交換し撤退。
- 山31：高尾山口駅 - 大垂水峠 - 相模湖駅
神奈川中央交通の湖29と同一。

## 車両

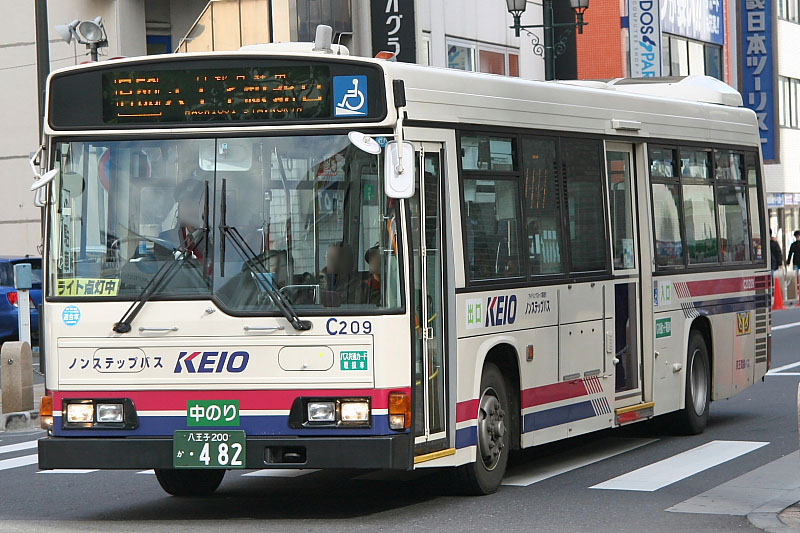
日野・レインボーHR (C20209)
2000年から2003年にかけて導入された。※除籍済

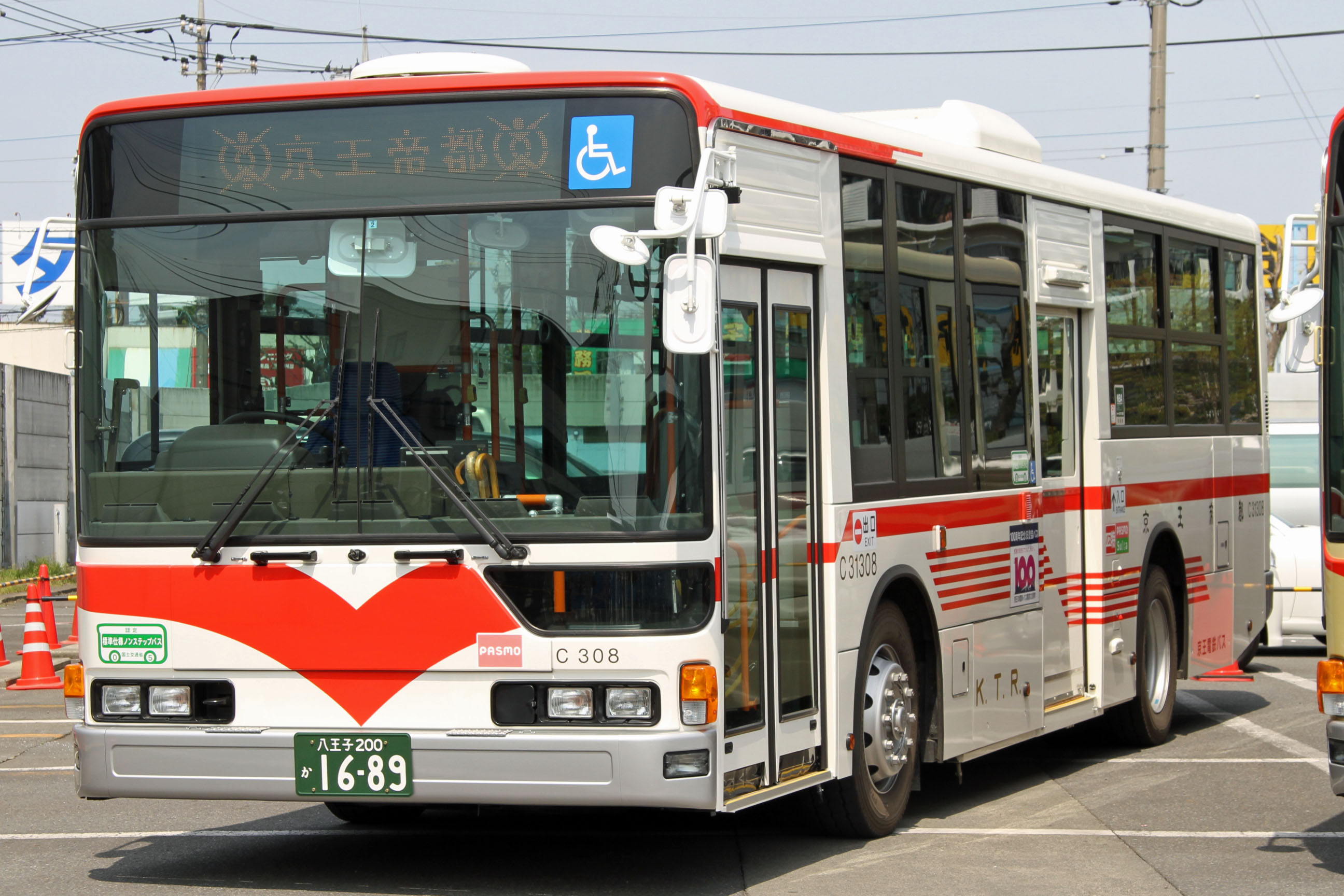
京王の電車・バス100周年復刻塗装 (C31308)
八王子営業所で開催された記念イベント時の写真。
行先表示器に「京王帝都」の文字と旧社紋を表示している。

他の京王電鉄バスグループの営業所に比べ、日産ディーゼル（現・UDトラックス）製の車両の割合が低めである。八王子営業所の特色として、日野自動車の本社・工場が運行エリアの日野市内の甲州街道（東京都道256号八王子国立線）沿いに所在することもあり、日野自動車製の車両の割合が高いことが挙げられる。
特に1994年までは、当営業所で導入する車両の全てが日野車であり、大型路線車では日野ブルーリボンHT（P-HT・U-HT系）が中心であった。ブルーリボンHTは八王子営業所と中野営業所に集中配備され、他の営業所では見られない車種となっていた。
なかでも1988年式から1994年式の車両は、乗務員の負担軽減を図るためイージードライブを目指し、ほぼ全車が機械式AT（日野自動車では「EEドライブ」）を採用し、京王帝都バス時代からの特徴的な仕様となっていた。末期の機械式AT車は全中扉間ワンステップバスで、中扉4枚折戸という外見上も特徴的なスタイルとなっていた。ブルーリボンHTの最終導入車であるC29410（U-HT2MMAA）は、最後まで八王子営業所に残り、2006年に除籍された。これが八王子営業所最後の機械式AT車であった。その後1995年以降、平成6年排出ガス規制（短期規制・KC-代）に適合しモデルチェンジしてからは、ブルーリボンHT/HU系の導入は中止された。
またかつては他の営業所と同様、日産ディーゼル車も多数導入しており、1995年に中型長尺車のJP（U-JP211NTN）を富士重工架装で導入したのを皮切りに、小型車のRNや中型車のRMも導入し、八王子営業所でも一時期は日野車とともに主力となった。1999年にJPが平成11年排出ガス規制（長期規制・KL-代）に適合し、KL-JP252系となってラインナップにノンステップバスが登場した際には、京王初のノンステップバスとしてこれを採用し、西工架装のJP（KL-JP252NAN改）を全社的に大量導入した。
しかし翌2000年、日野自動車からも中型長尺ノンステップのレインボーHRが発売されると、八王子営業所ではレインボーHRを大量導入したため（2000年は八王子営業所で14台、中野営業所で2台を一括導入）、日産ディーゼル車は他の営業所へ転属または除籍となり、2004年にUA系を導入するまでは、ふたたび日野車が主力となった。
レインボーHRの導入は、京王電鉄バスグループ全体でも2000年から2004年まで（KL-代）のわずか4年間にとどまったが、ブルーリボンHTと同様に、八王子営業所と中野営業所のみに集中配備された。なかでも八王子営業所所属の車両が多数を占め、ブルーリボンHTとならび特徴的な車種となった。なお、レインボーHRには当時、中型長尺・中型・小型の3種類のバリエーションが存在したが、京王で導入したHRは10.5mクラスの中型長尺車のみで、9m中型車、7m小型車は導入していない。
末期のレインボーHRは、主に2001年式と2002年式が他の営業所へ転属し、2003年式が長房団地・城山手線の移管に伴い、西東京バスの恩方営業所へ譲渡後に塗装変更され、当営業所には後述の「日野レインボーHRありがとうイベント」開催時に在籍していた3台が最後まで残っていた。京王からの譲渡車は、フォグランプがないことと中扉下部の明かり窓（セーフティウインドウ）で判別できる。西東京バスへ譲渡された車両が除籍後に地方のバス事業者へ再度移籍した例もある。

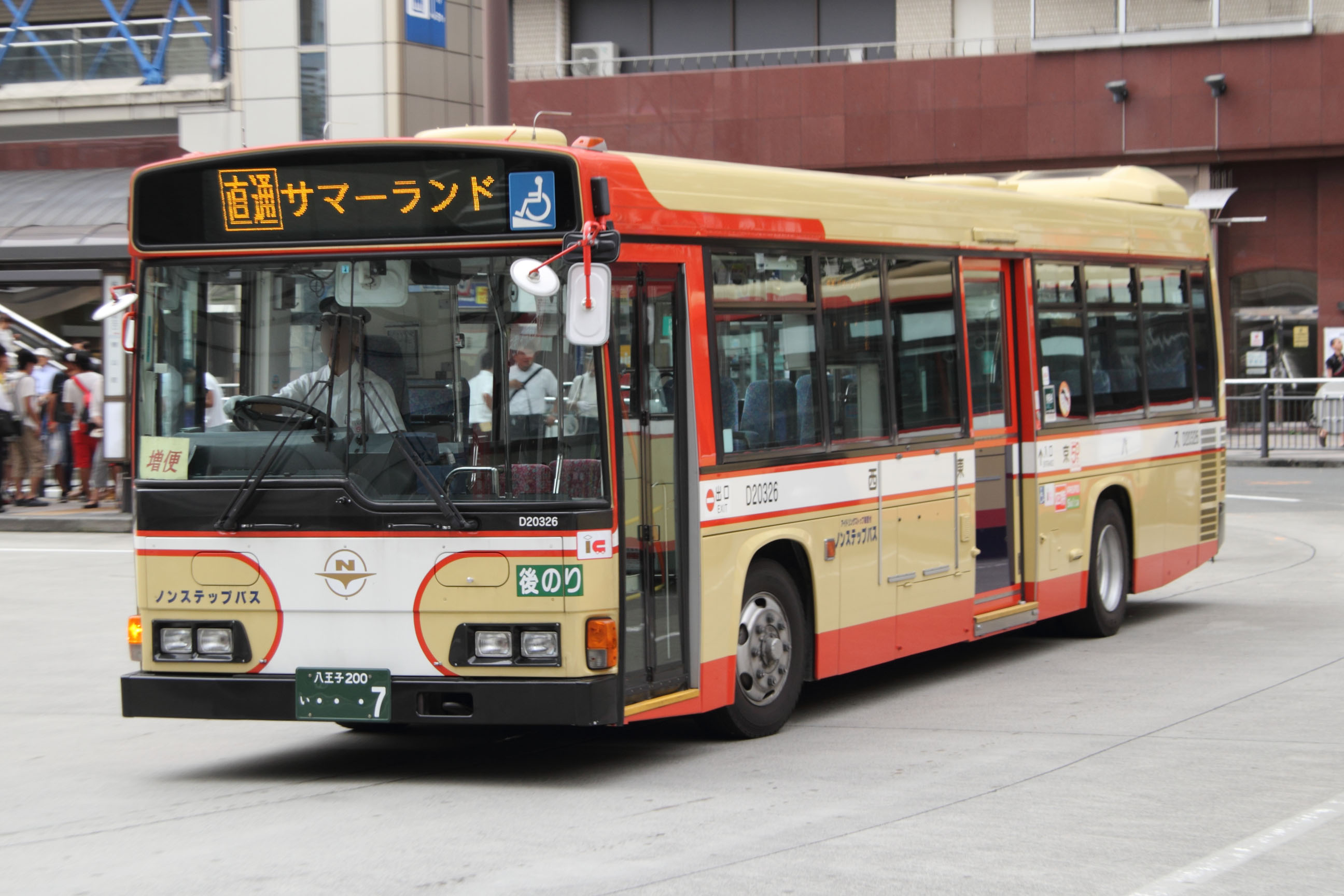
西東京バスへの譲渡車 (元C20309)
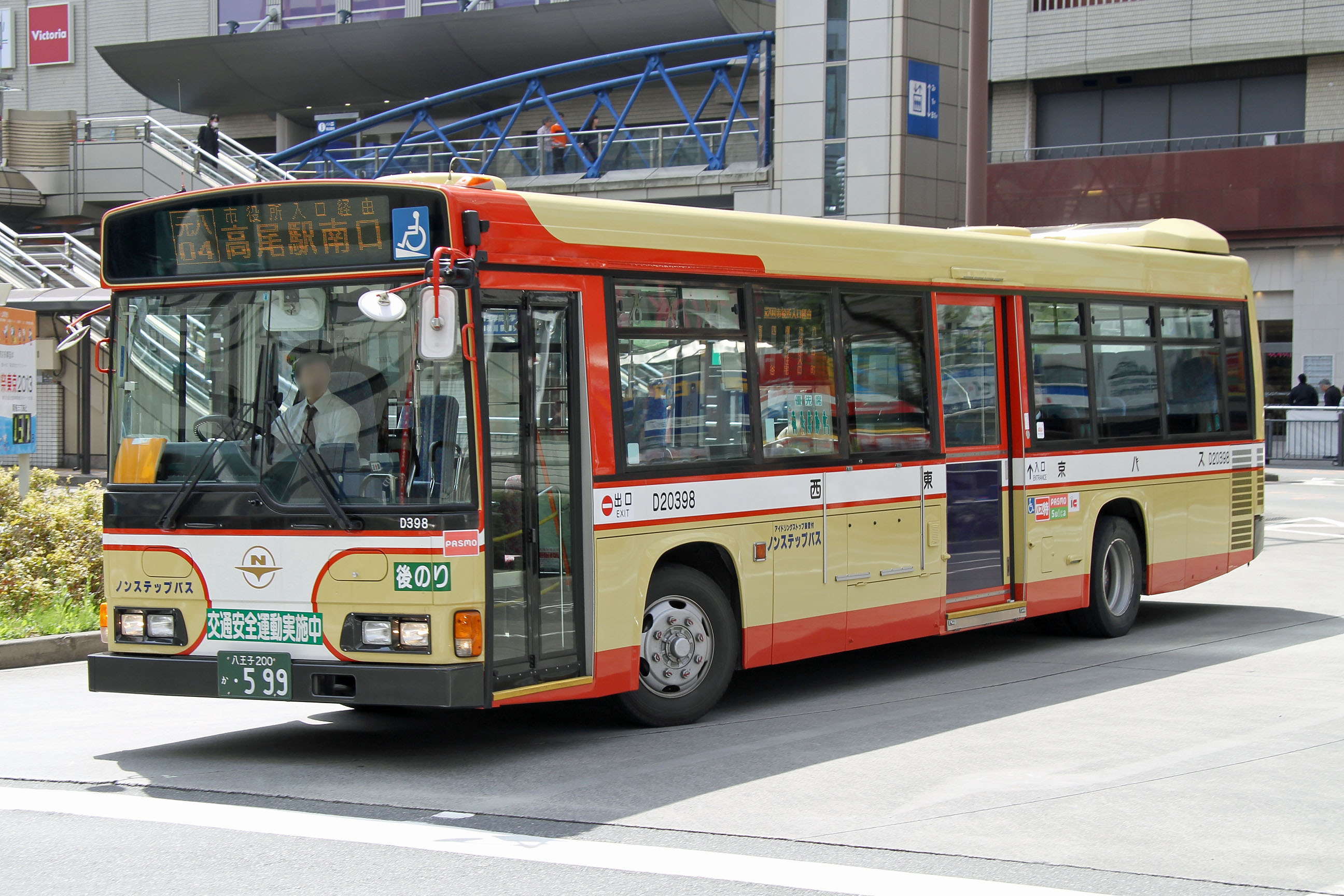
西東京バスへの譲渡車 (元C20314)

2004年と2005年に導入された日産ディーゼルUA（KL-UA452KAN改）も、2021年1月にC40520が府中営業所へ転属され、2022年9月に最後まで残ったC40524が除籍された事に伴い、配置が無くなった。これにより、八王子営業所から日産ディーゼル車が全廃となった。
2022年現在、大型車では2006年より導入されているいすゞ・エルガとの統合モデルであるブルーリボンIIと、2012年より導入されている三菱ふそう・エアロスターが主力となっている。中型車では、2008年よりいすゞ・エルガミオとの統合モデルであるレインボーIIが導入され、2013年には三菱ふそう・エアロミディMK（TKG-MK系）を導入した。UDトラックスがバス製造から撤退したため、三菱ふそう製の車両も増えている。三菱ふそう製エアロスターのうち、2020年導入のC32003及び2022年導入のC32216と2025年に導入されたC32515とC32516は、従来の京王電鉄カラーではなく、京王バスカラーで導入されたほか、2020年9月中旬には西62の増発ダイヤに伴い、中野営業所より京王バスカラーでレインボーIIのC21127が転属し、2023年8月にまた桜ヶ丘営業所からC21056が転属されたがC21227は南大沢営業所に転属されC21056は桜ヶ丘営業所に戻った。2023年7月時点で、桜ヶ丘、多摩、中野営業所に配置されている日野ブルーリボンハイブリッド（HL系）は導入されていない。
近年は､路線範囲縮小や減便と共に年々､減車しており､2023年4月現在､2012年式と2013年式のKV234系はラッピングを施されている車輌のみが残り､2014年式はC21410が高尾営業所に移籍した以外は残っている。KV290系は2017年式が全車転出して､2018年式が2台残るのみとなっている｡
但し､三菱ふそう製の車輌は全車が生え抜きのまま在籍している｡

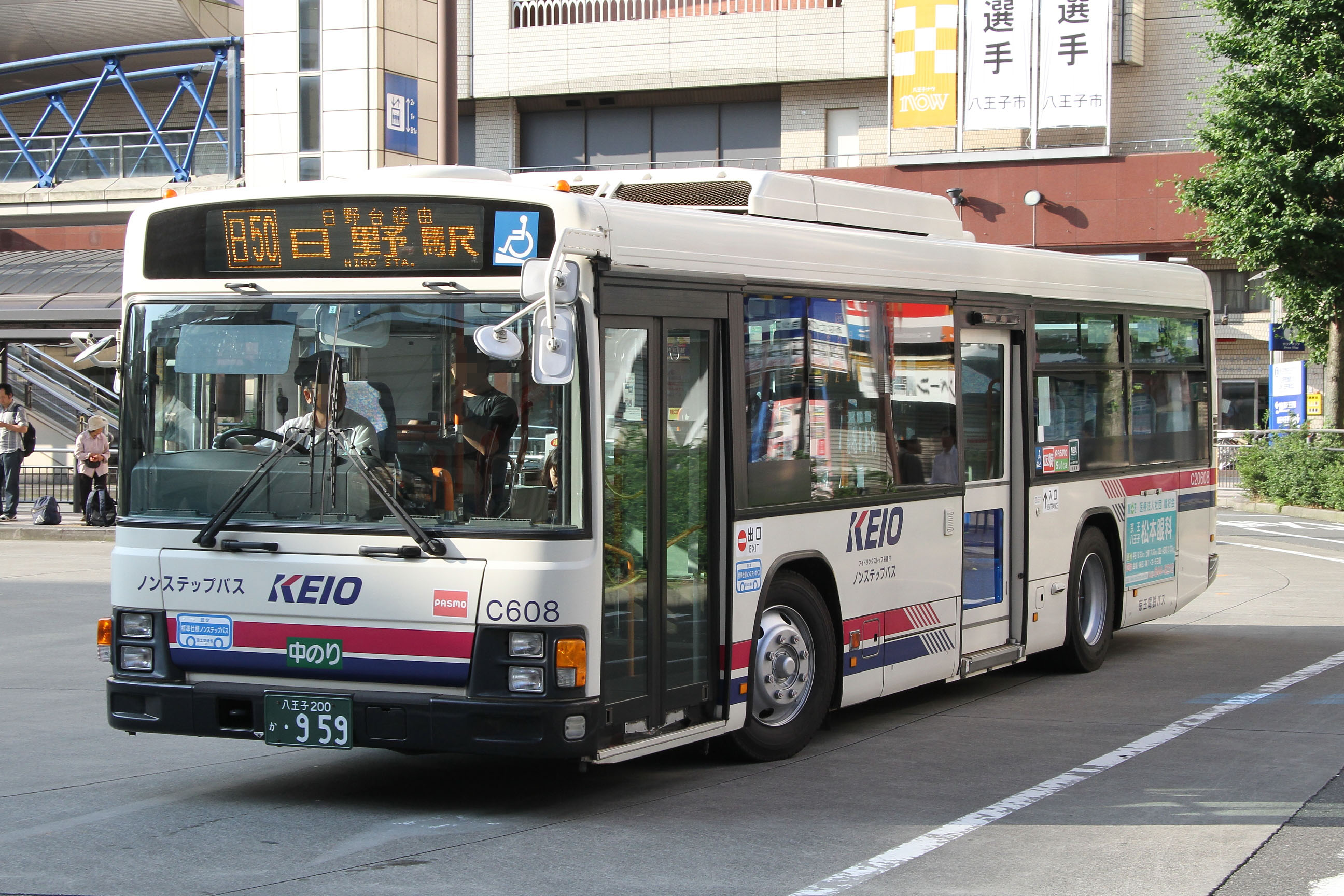
2006年導入のブルーリボンII（C20608）※南大沢営業所へ転属･除籍済み
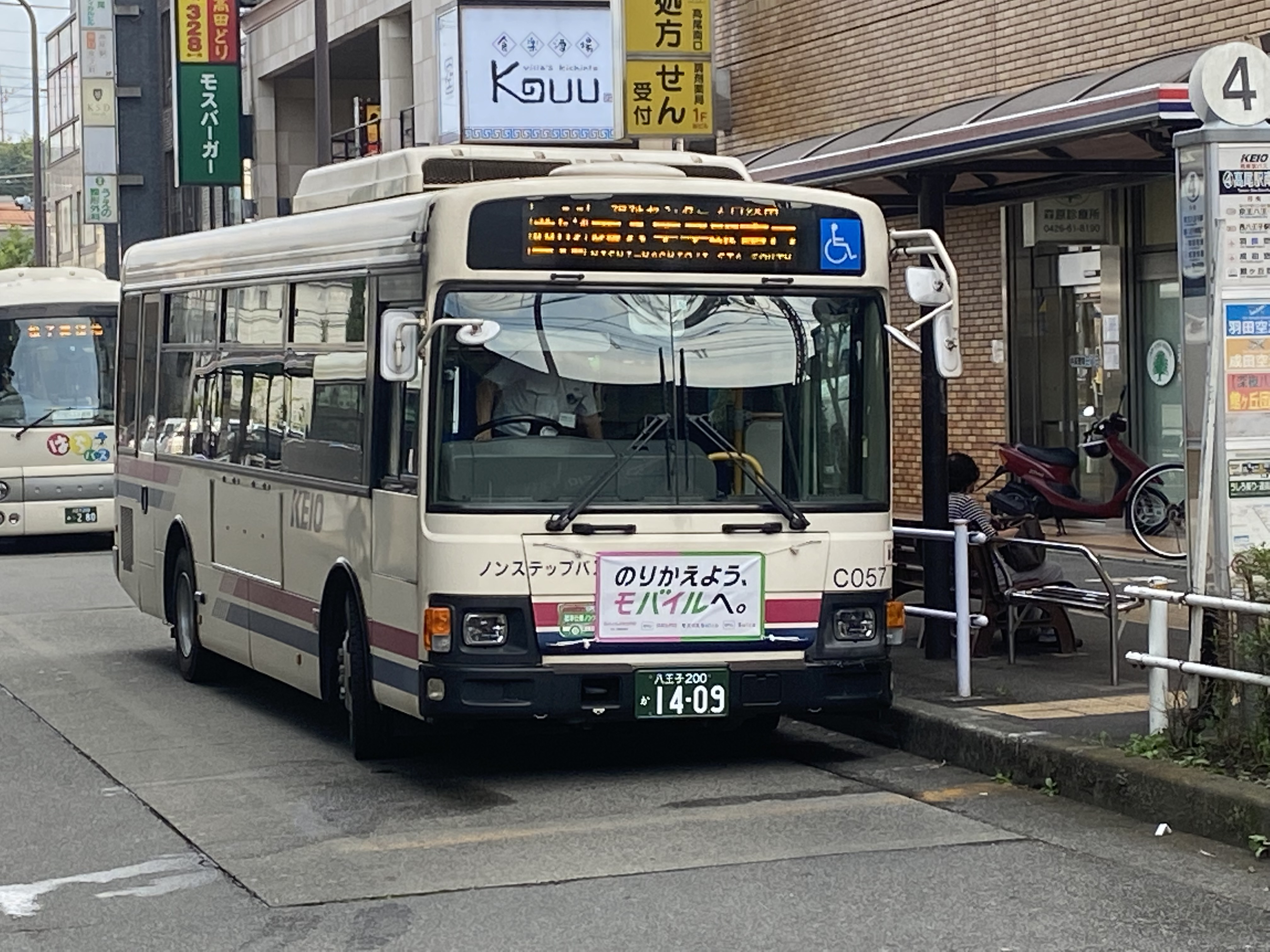
2010年導入のレインボーII（C21057）
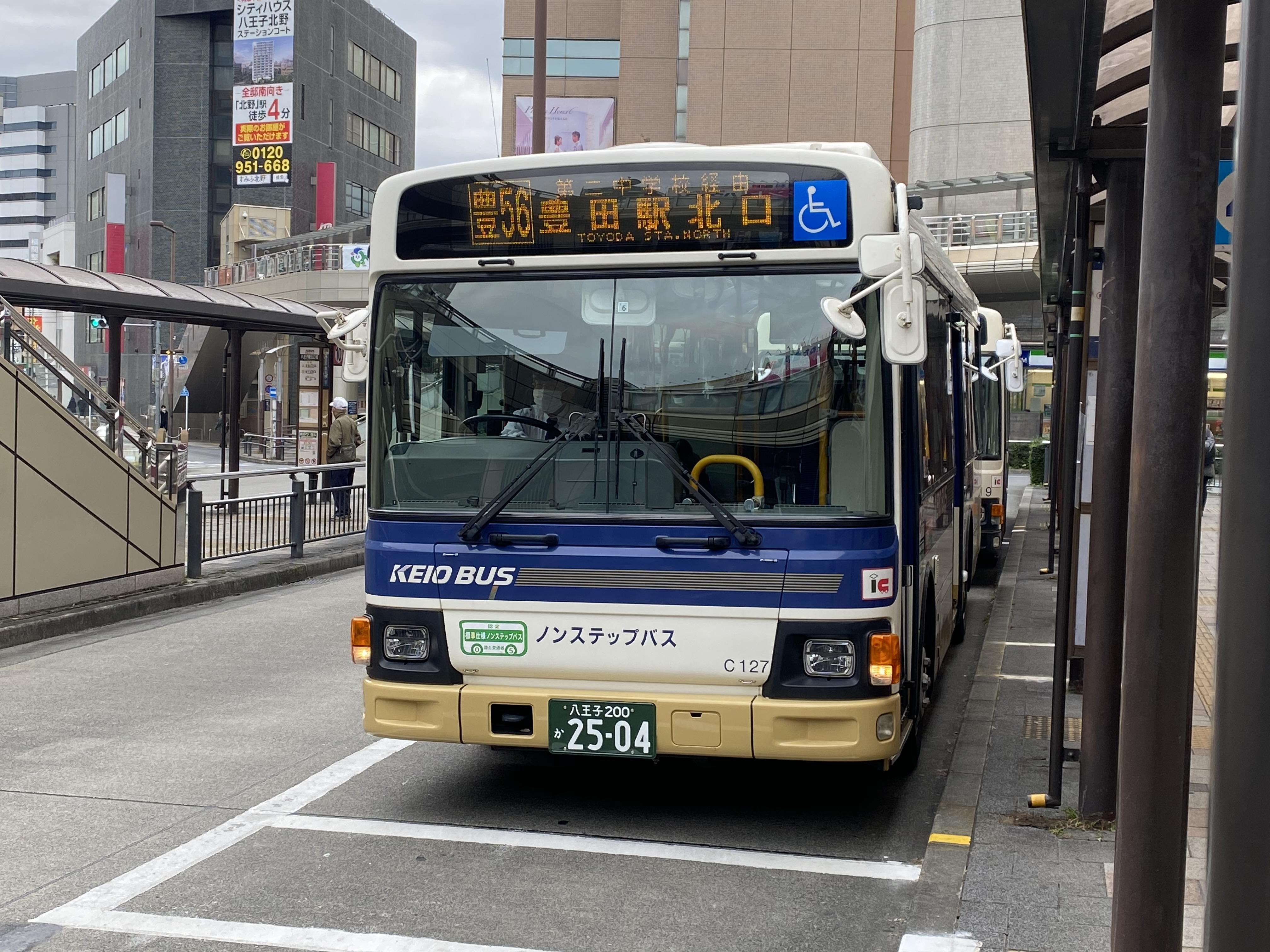
2011年導入のレインボーII（C21127）※中野営業所より転属
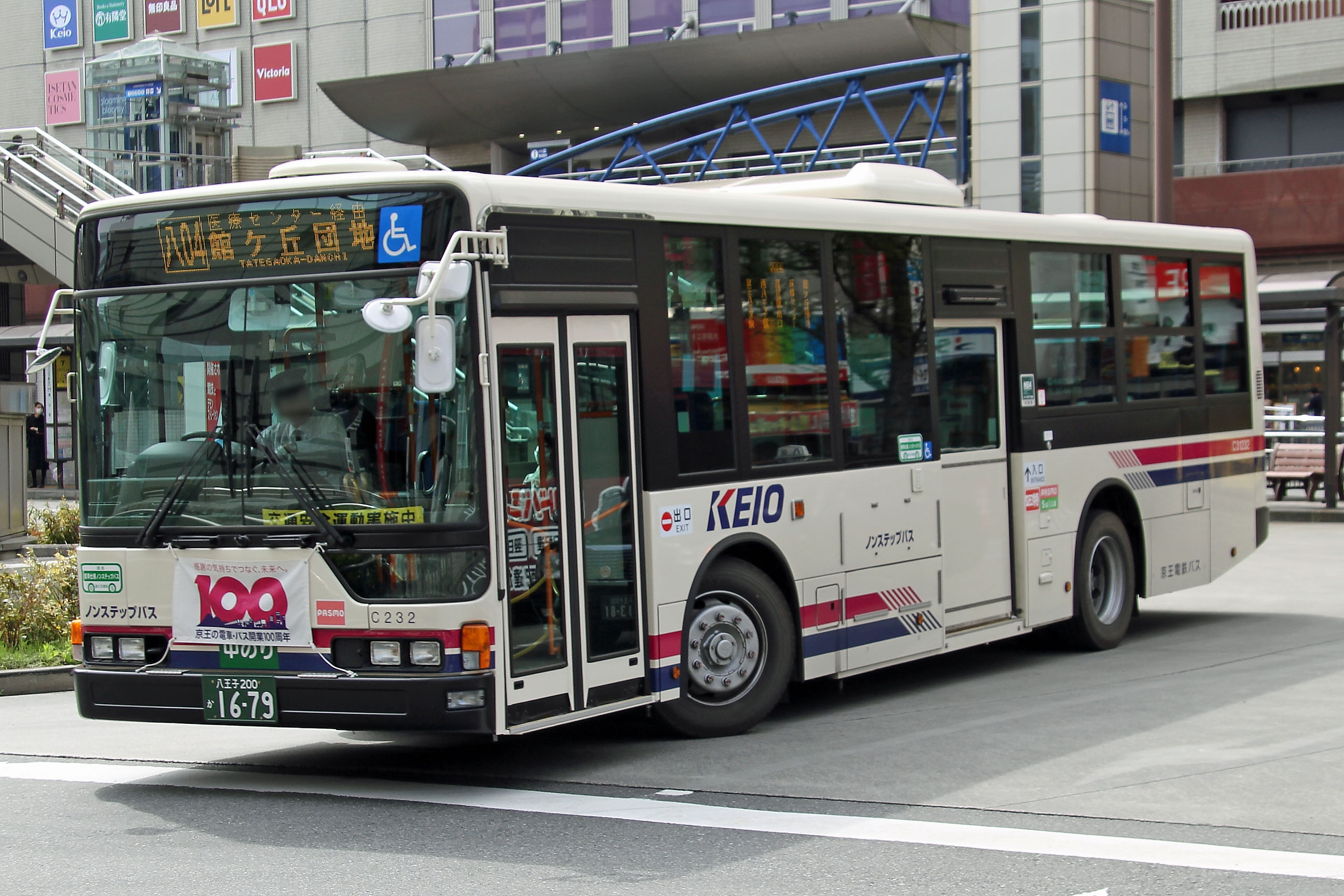
2012年導入のエアロスター（C31232）
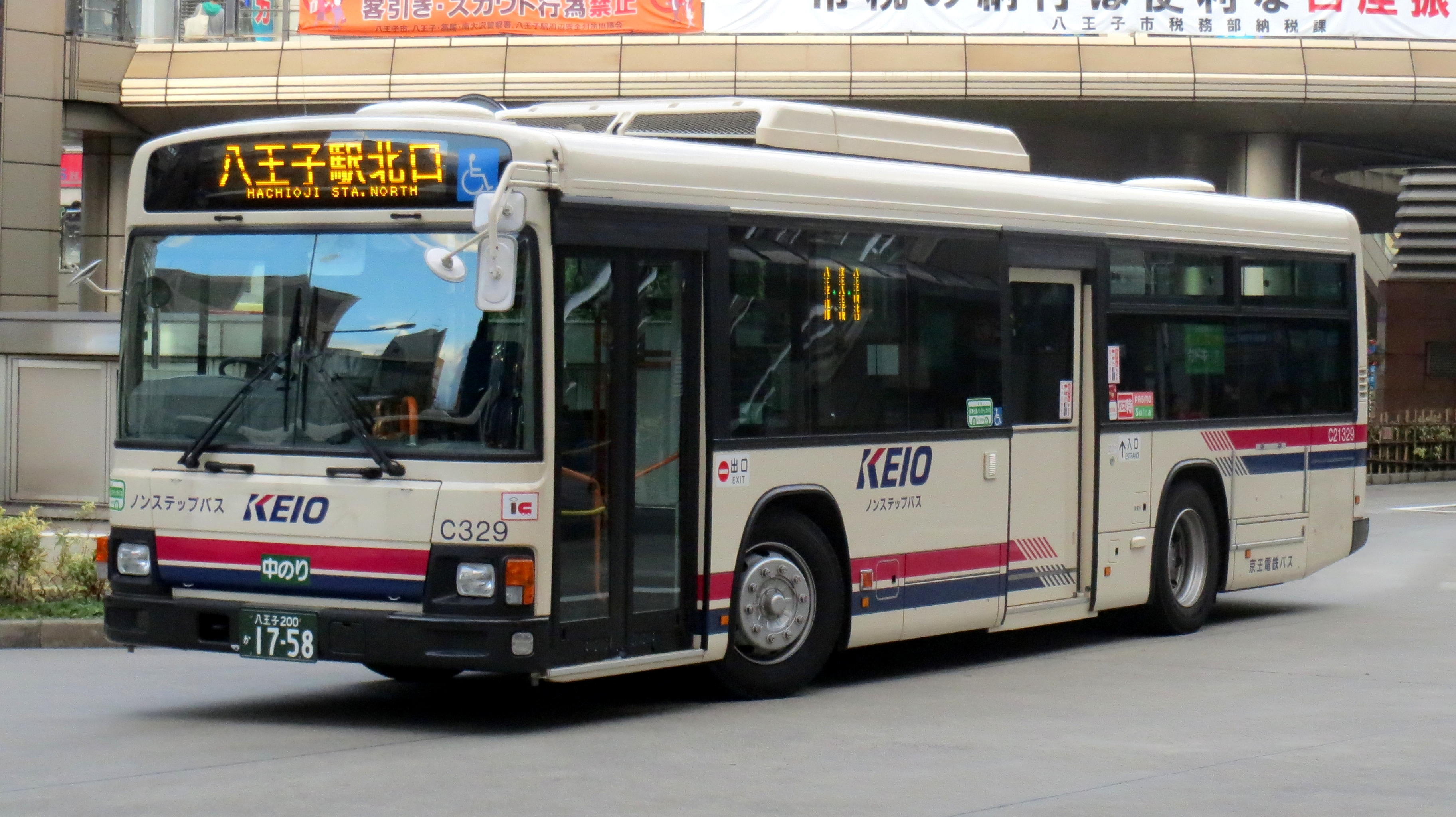
2013年導入のブルーリボンII（C21329）
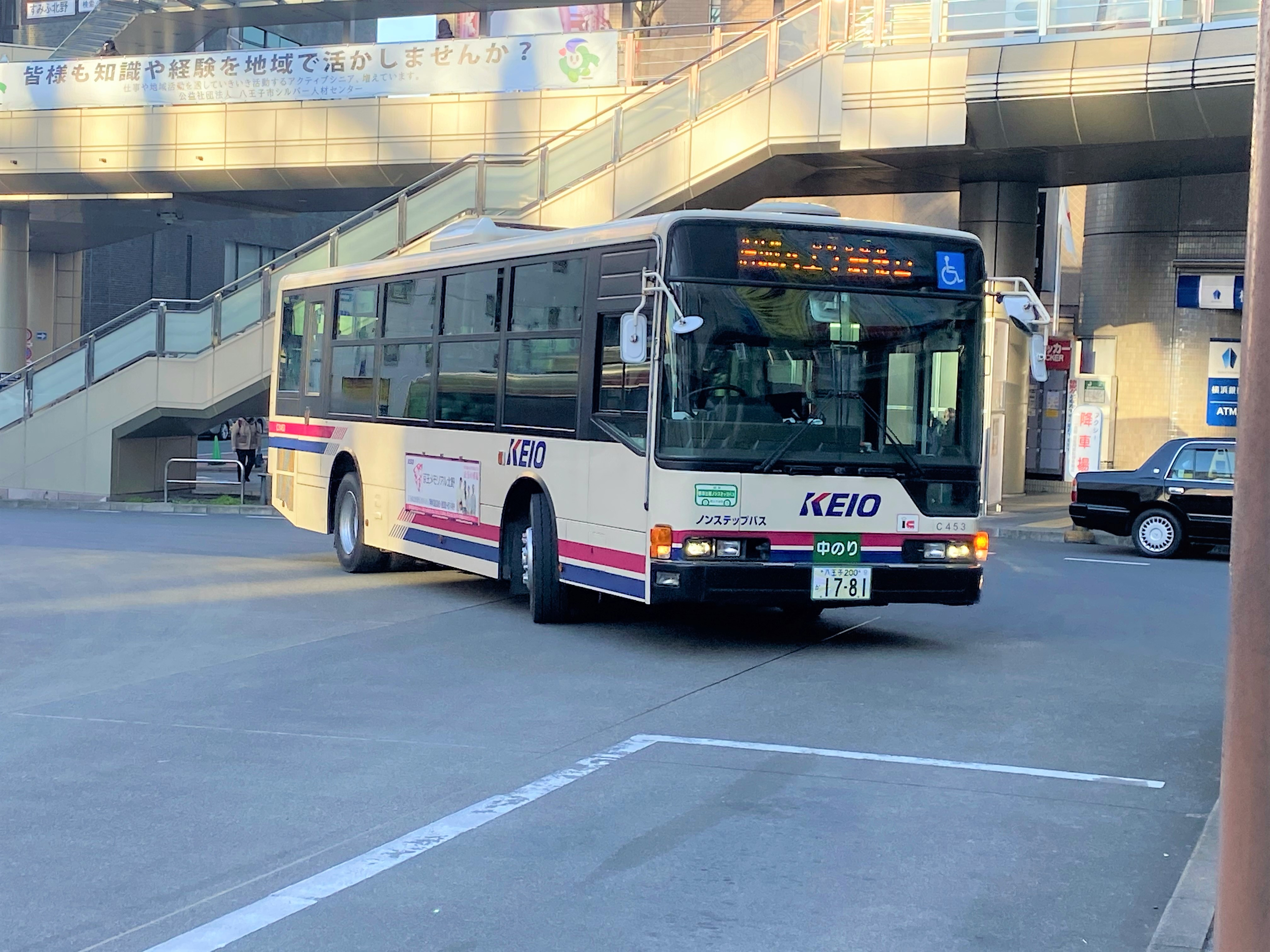
2014年導入のエアロスター（C31453）
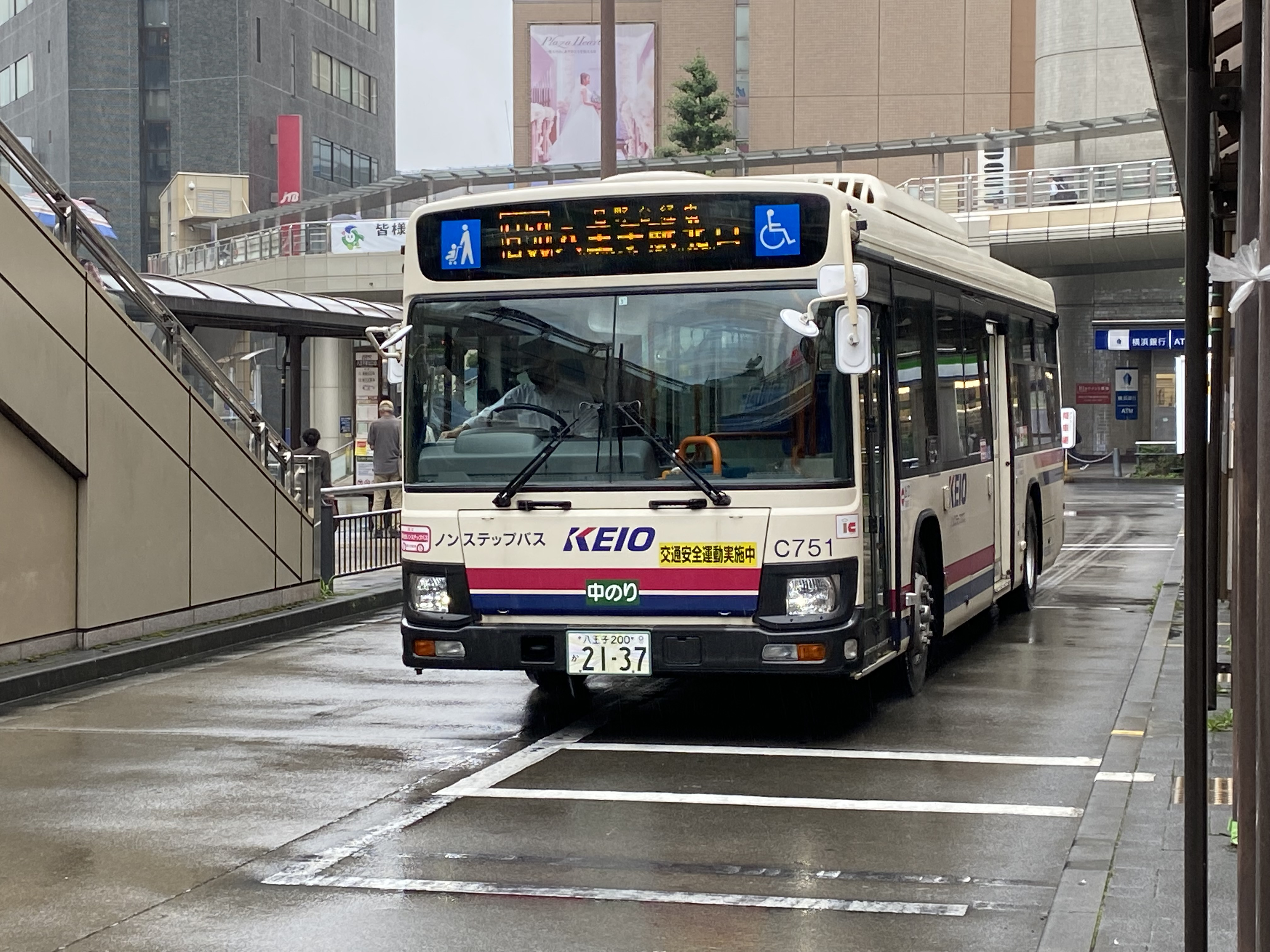
2017年導入のブルーリボンII（C21751）※高尾営業所へ転属済み
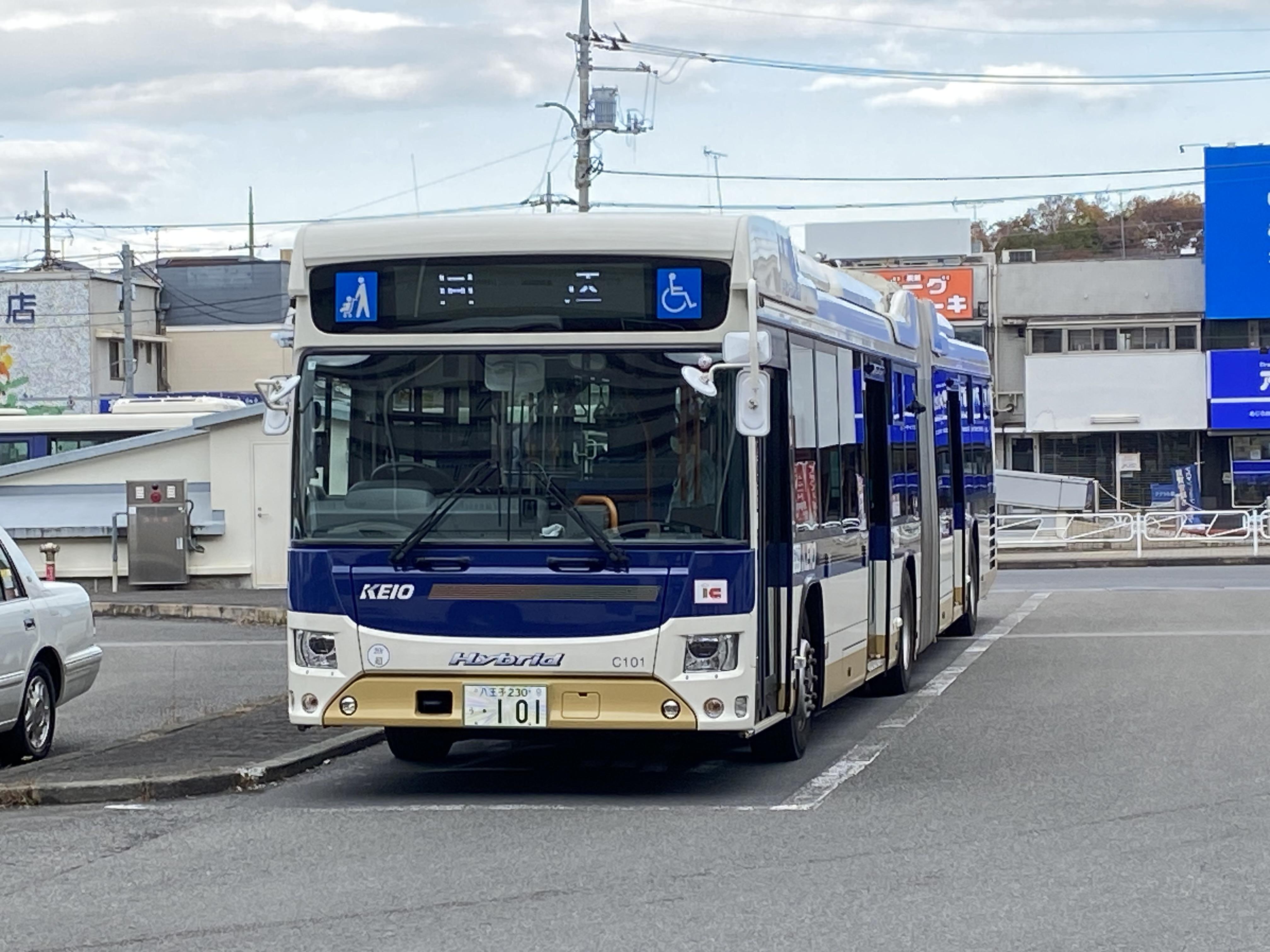
2021年導入のブルーリボンハイブリッド連節バス（C22101）※高尾営業所へ転属済み
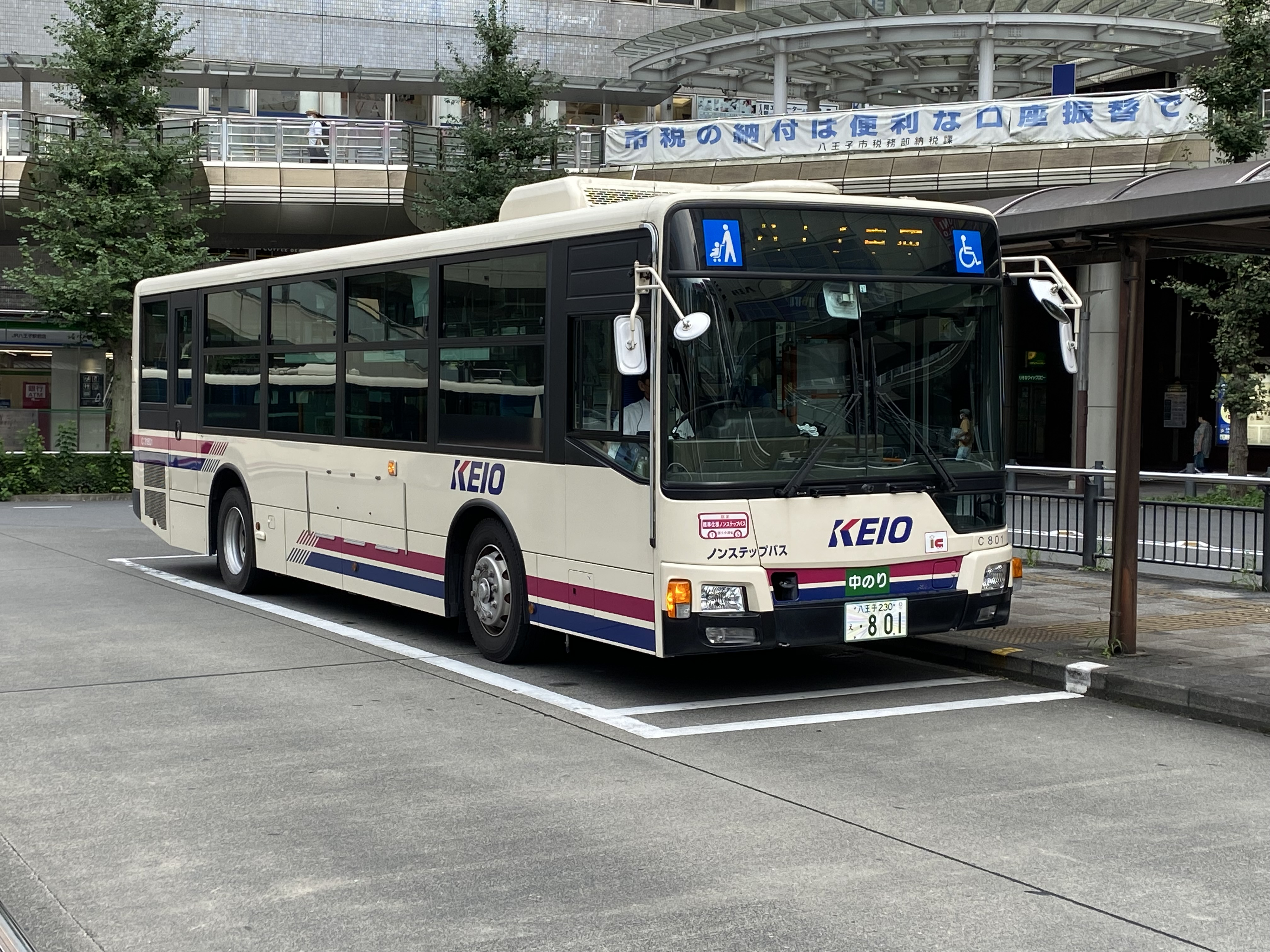
2018年導入のエアロスター（C31801）
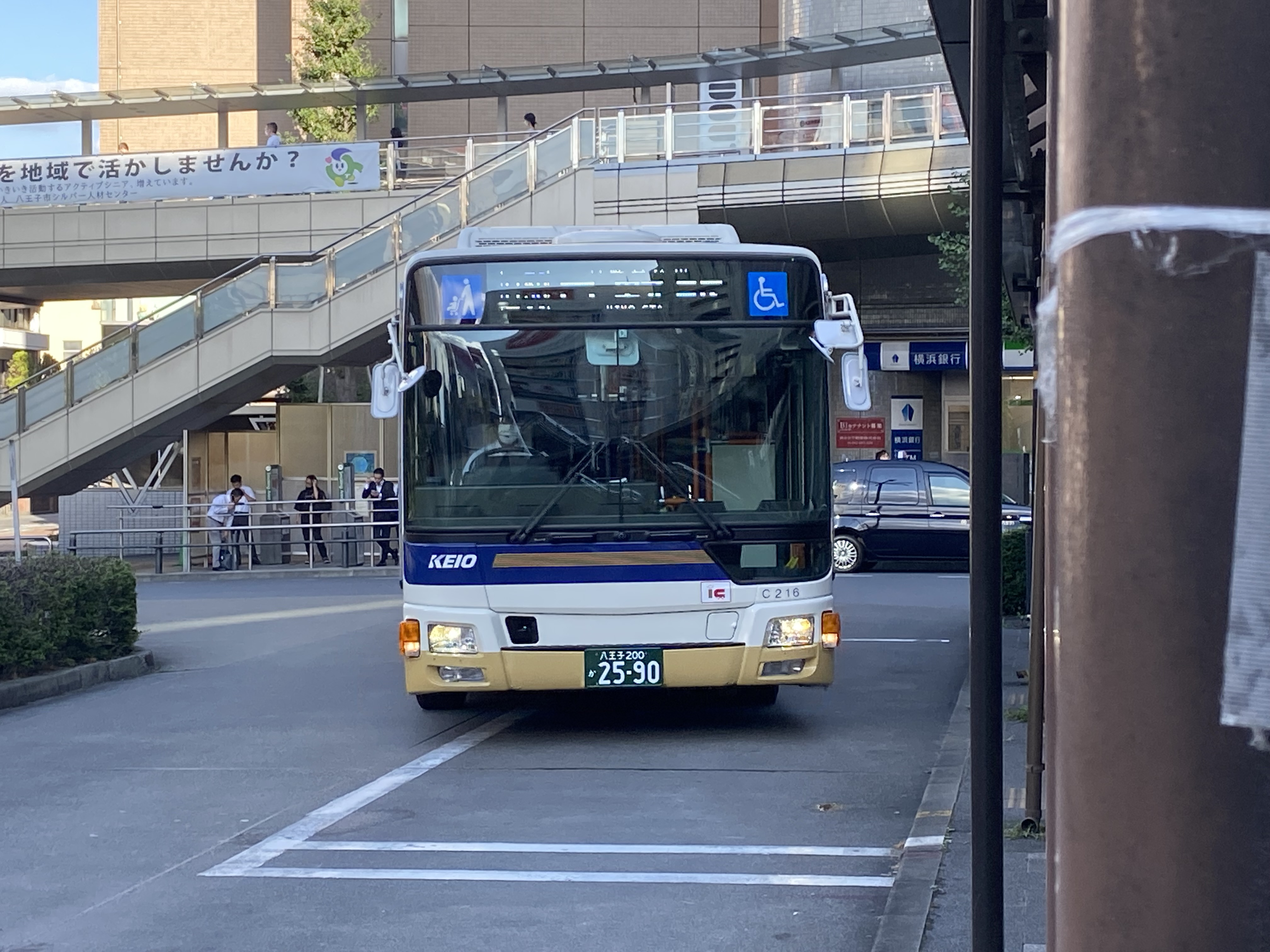
2022年導入のエアロスター（C32216）※行先表示器が白色LEDとなっている

なお、八王子営業所では、コミュニティバスの受託運行はしていないため、前述の日産ディーゼルRNが全車除籍された後は、日野・リエッセおよびポンチョなどの小型車は導入されていない。
2021年3月、京王電鉄バスグループでは初となる連節バスを導入した。日野ブルーリボンハイブリッド連節バスが、八王子営業所（C22101）と高尾営業所（T22102）に1台ずつ配置された。2024年4月にC22101は高尾営業所に転属（現・T22101）し、八王子営業所での連節バス配置は無くなった。

### ブルーリボンハイブリッド連節バスとブルーリボンハイブリッドの違い。

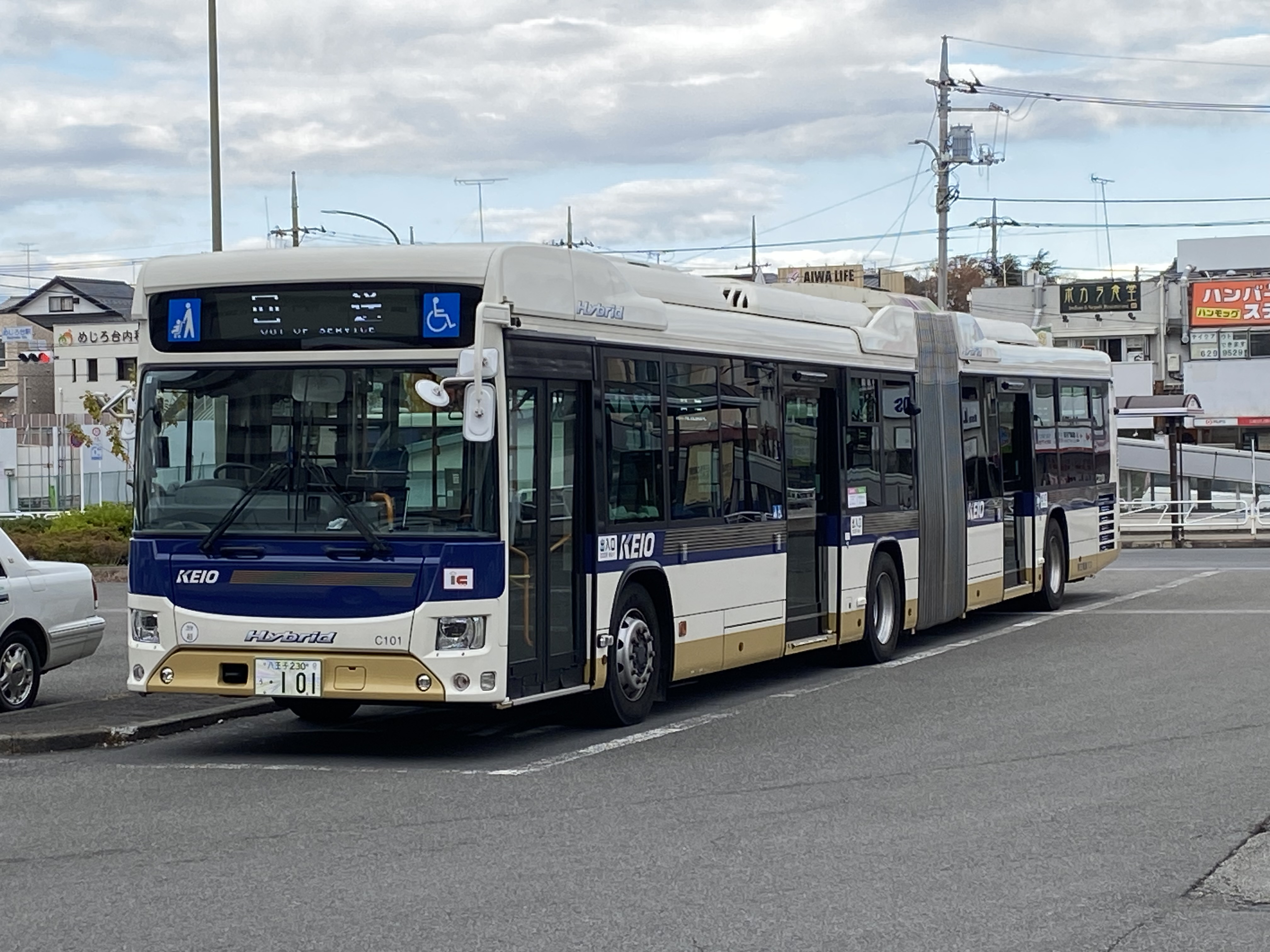
八王子営業所のブルーリボンハイブリッド連節バスはKX525Z1　前面は中野・桜ヶ丘・多摩に導入されているブルーリボンハイブリッドとは形が異なる。
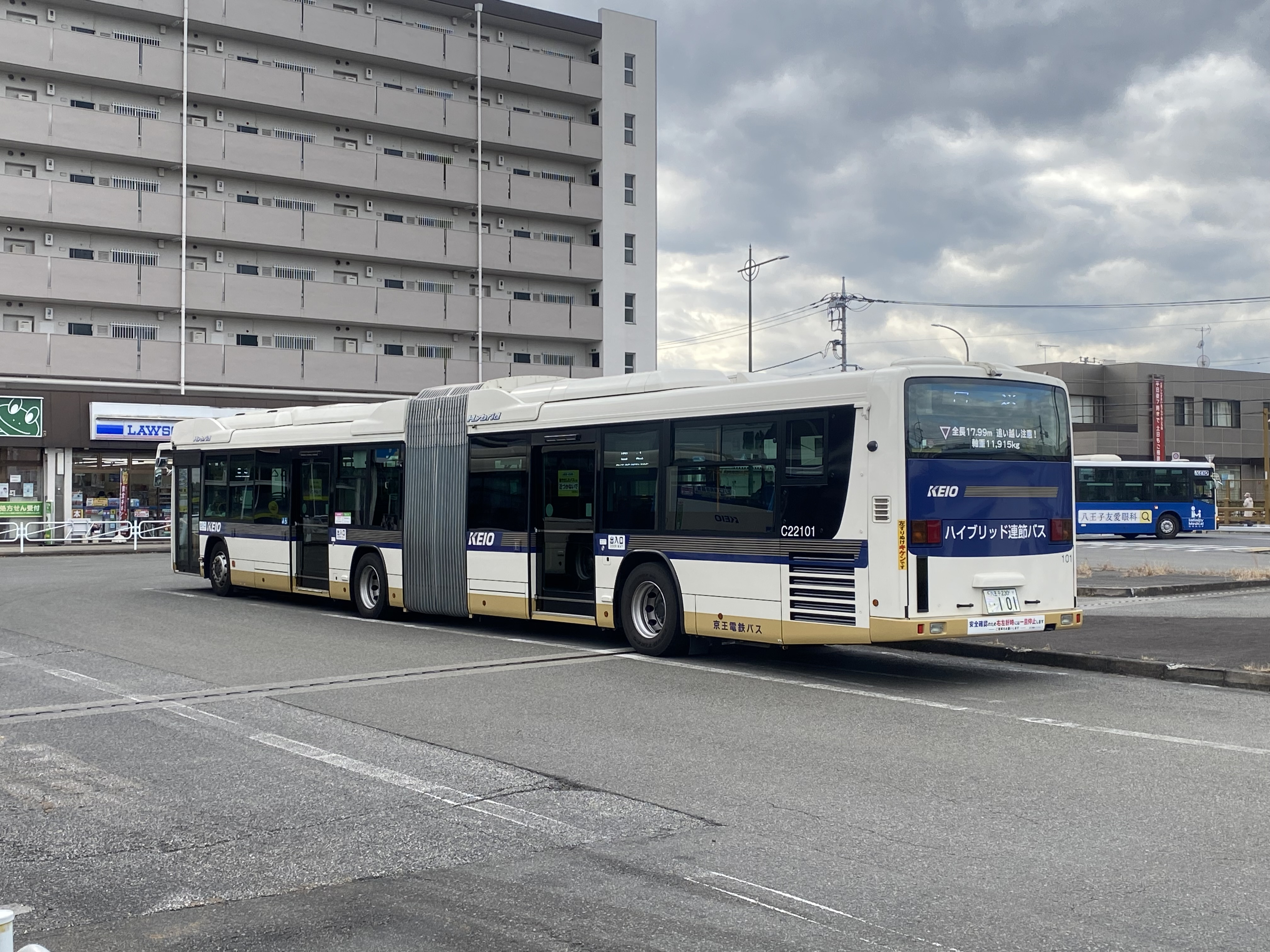
ドアは黒色となり、後部も中野・桜ヶ丘・多摩に導入されているブルーリボンハイブリッドとは形が異なり、後部は紺色部分の塗装がブレーキランプと被っている。
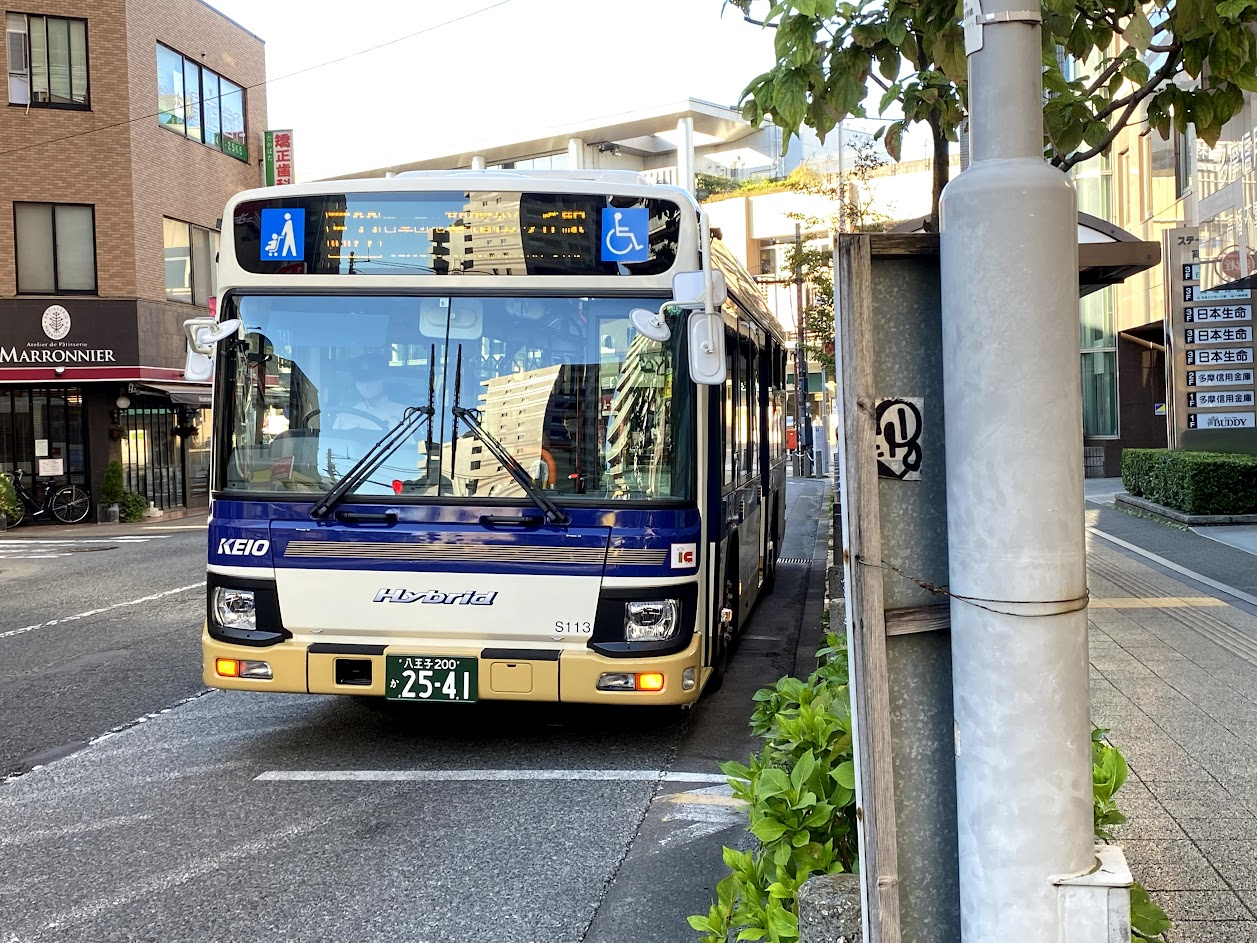
桜ヶ丘営業所のブルーリボンハイブリッドは2SG-HL2ANBP
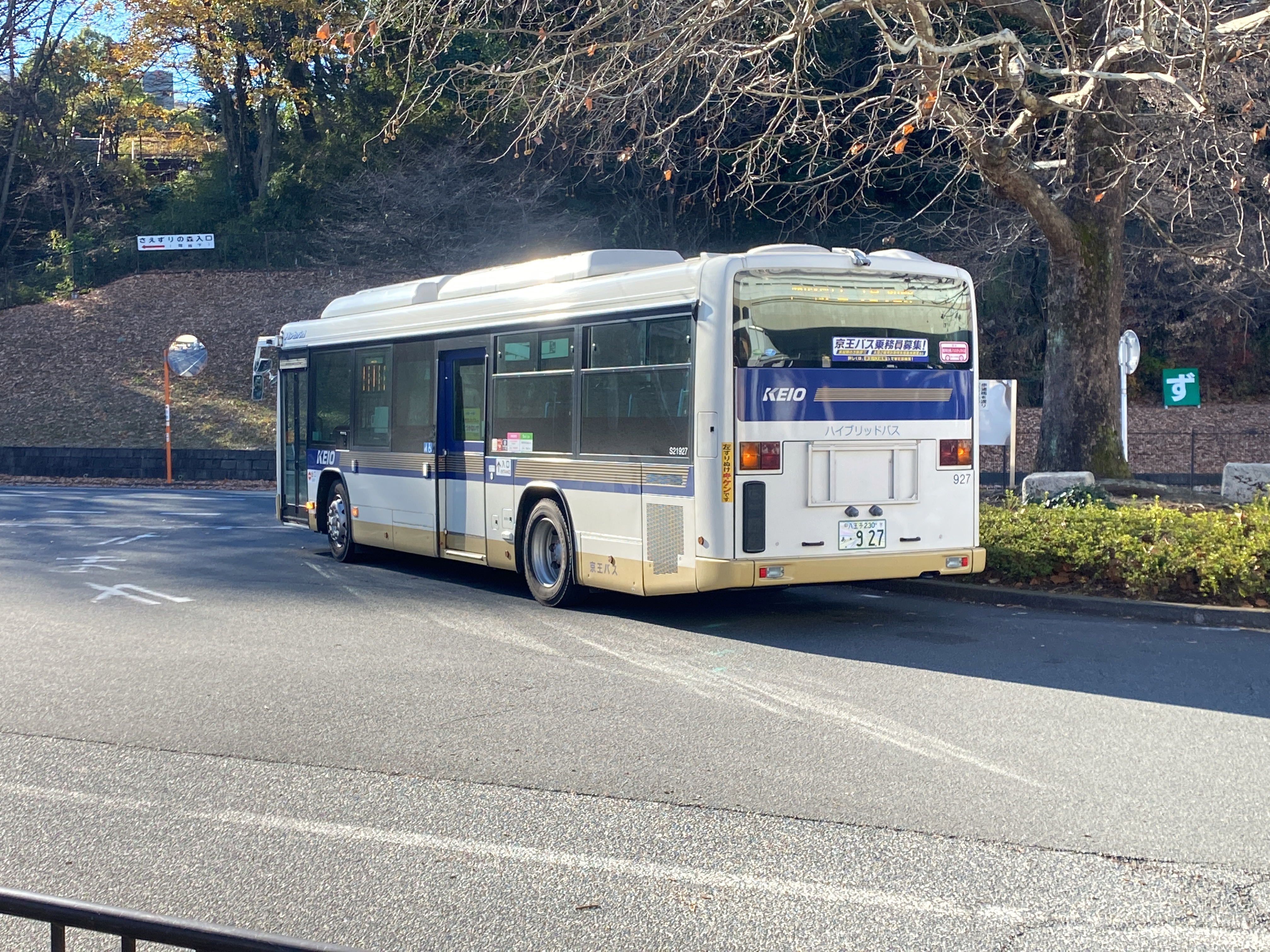
桜ヶ丘営業所のS21927の後部は紺色部分の塗装がブレーキランプと被っていない。

### 日野レインボーHRありがとうイベント
2000年から2003年にかけて導入された、中型長尺ノンステップバスの日野レインボーHRの、最後まで残っていたC20207、C20214、C20317（KL-HR1JNEE）の3台が、2017年3月をもって全車除籍された。
日野レインボーHRの最後の3台の除籍にあたり、2017年3月18日に「ありがとうHRイベント」と題し、さよならイベントが開催された。イベント会場は八王子営業所ではなく、多摩営業所が使用された。また当日朝には新宿駅西口28番バスのりばから、会場直行の無料シャトルバス（定員制・事前抽選制、日野・セレガ貸切車使用）が運行された。
展示車両はC20317で、多摩営業所構内へ回送の上、京王から西東京バス青梅営業所へ移籍した同型同年式のHR（BK20399）、HRの代替で八王子営業所に導入された新車のブルーリボンKV290系（C21701→T21701）と3台並べて展示された。一般路線バス車種のさよならイベントは珍しいこともあり、インターネットのニュースサイトなどでも多数報道された。
なお、京王電鉄バスグループで行われた一般路線バス車種のさよならイベントは、2012年6月23日から同年7月8日にかけて調布営業所で行われた、日産ディーゼル・RN（KC-RN210CSN）L79952の引退記念イベント「チョロQバス　さよなら運転」に続くものとなる。また、2023年11月に多摩営業所でKL-JP252NAN改およびKL-UA452KAN改のさよなら日産JP・UA撮影会が実施された。